# Mirapolis
Vous lisez un « article de qualité » labellisé en 2022.
Mirapolis est un ancien parc à thèmes français situé à Courdimanche, dans la ville nouvelle de Cergy-Pontoise (Val-d'Oise). Inauguré le 20 mai 1987, il ferme définitivement ses portes le 20 octobre 1991 après cinq saisons d'exploitation.
Le développement de Mirapolis est lancé à l'aube de l'arrivée de The Walt Disney Company en Europe avec Euro Disney Resort. Il est promu par ses concepteurs comme le « premier grand parc d'attractions français ». Entrepris grâce au soutien de l'homme d'affaires Ghaith Pharaon et imaginé par l'architecte Anne Fourcade, le projet est majoritairement financé par des emprunts bancaires, notamment auprès du Crédit national. Ce dernier est le principal actionnaire de la société Cergy-Parc, deuxième propriétaire du parc après le dépôt de bilan de Paris-Parc. Le Club Med remplace l'équipe de gestion de la première saison avant d'être lui-même remplacé par un groupement de forains, initialement opposés au parc et qui le gèrent jusqu'au dépôt de bilan.
Voulu précurseur d'un nouveau produit sur le marché des parcs d'attractions, Mirapolis se caractérise par une certaine démesure, tant dans les moyens et les budgets alloués que par son étendue (55 hectares). Le parc est confronté à plusieurs problèmes judiciaires et administratifs qui le font passer de main en main de différents propriétaires. Avec plus de 700 millions de francs investis, Mirapolis affiche néanmoins 85 millions de francs de pertes cumulées dès 1988, année du deuxième exercice, le premier complet, puis 140 millions de pertes l'année suivante, donnant un cumul de pertes de l'ordre de 300 millions, représentant plus de la moitié des 500 millions de francs de la mise de fonds initiale.
Imaginé sur le thème des contes et légendes français, Mirapolis devient pour partie une fête foraine. Les différents revers dans la gestion du parc témoignent d'une mauvaise appréhension du nouveau secteur des parcs d'attractions de grande envergure et de références peu connues du grand public. Véritable gouffre financier, Mirapolis laisse sa marque sur cette période d'engouement autour des parcs de loisirs français. Après sa fermeture définitive à la fin de l'année 1991, les installations sont démolies et plusieurs attractions sont démontées pour être réutilisées dans d'autres parcs européens.

## Étymologie
L'architecte Anne Fourcade explique l'origine du nom Mirapolis : « Mira renvoie à l'idée de miroir, de l'infini, de l'éternel et à toutes les symboliques s'y rattachant. Polis signifie la grandeur des cités et des royaumes antiques. Il est évocateur de fabuleux, d'aventure… et d'avenir ».

## Histoire

### Genèse

#### Conception
Dès 1980, l'architecte Anne Fourcade envisage de créer un parc de loisirs. Deux ans plus tard, elle se rend à Disneyland, en Californie, et s'inspire du concept de royaume enchanté pour concevoir son projet. Elle souhaite créer un parc à connotation culturelle et estime la fréquentation annuelle à six cent mille clients.
Grâce aux relations de son père, elle rencontre en 1984 le milliardaire saoudien Ghaith Pharaon. L’arrivée de ce dernier au sein du projet déclenche le développement de Mirapolis. Il le chapeautera pendant presque toute son existence. Porté par Sodex Parc, le projet se base sur un montage financier réalisé par la BAII autour du groupe dirigé par l'homme d'affaires. Par la suite, le FBI et Interpol se mettront à la recherche de Pharaon, fugitif et inculpé dans plusieurs affaires,,,,,.
Mirapolis est, avec le parc Astérix, Zygofolis et Big Bang Schtroumpf, l'un des grands projets de parcs de loisirs français de la fin des années 1980. Dans les premiers communiqués de presse, il est prévu que l'étendue de Mirapolis atteigne 90 hectares avec vingt-et-une attractions, dont deux inédites en Europe,,. Deux millions et demi de visiteurs, — 1,66 million d'adultes et 840 000 enfants — sont attendus durant les deux cents jours d'ouverture annuelle. Un millier d'emplois est prévu, dont les trois quarts en emplois saisonniers.

#### Construction

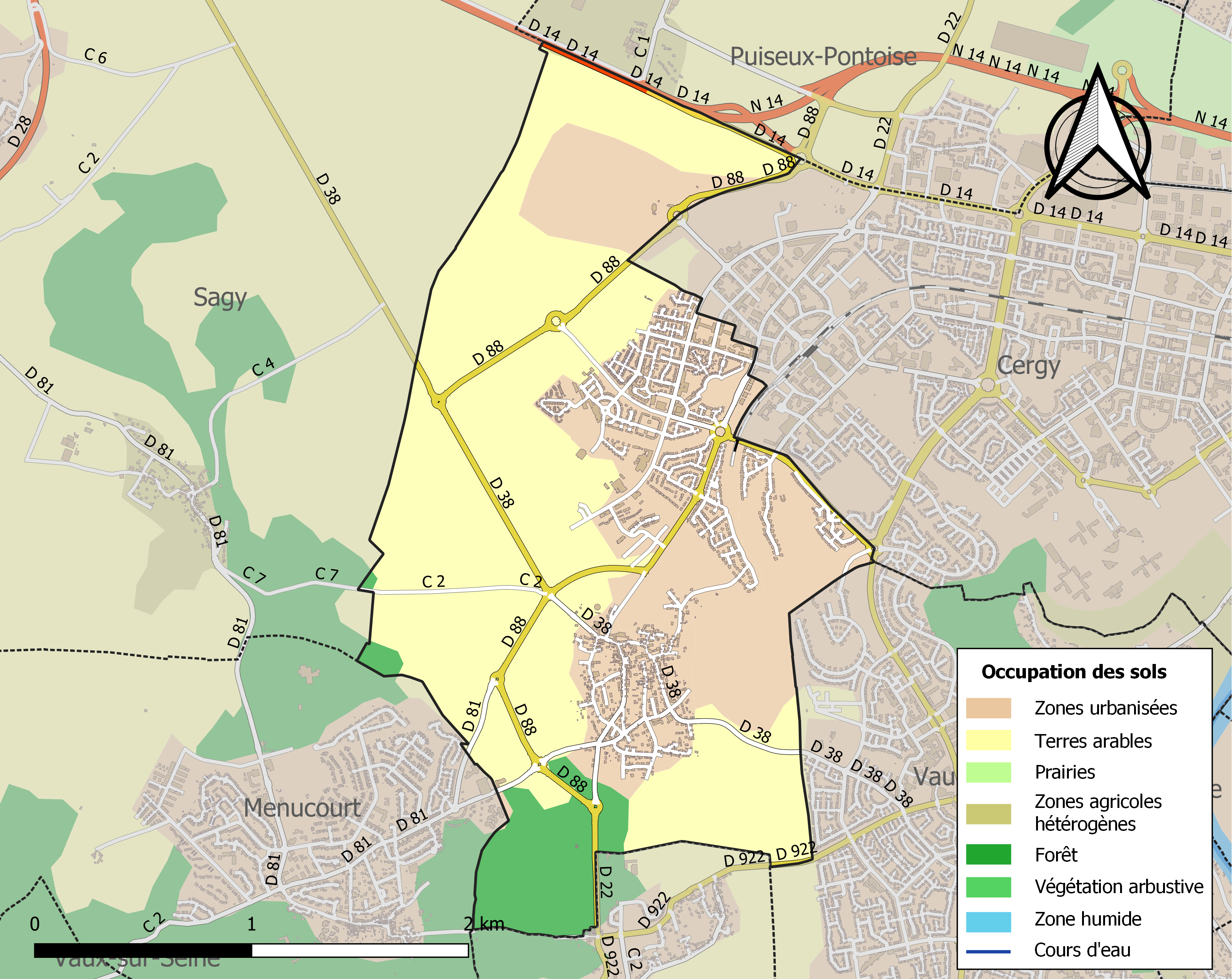
Carte de Courdimanche. Le site occupé par le parc est la zone urbanisée au nord.

Sous forme de projet, Mirapolis est présenté aux autorités du Val-d'Oise en avril 1985. Présidée par Pharaon, la société anonyme Paris-Parc est créée le 18 avril 1985 avec un capital total de deux millions de francs. Elle est immatriculée la même année sous le numéro Sirene 
332292093. Elle est chargée de construire et gérer le complexe. Il est premièrement prévu que les travaux débutent en juin. Les engins de chantier arrivent sur le futur site le 15 juillet 1985, lorsque s’achève la dernière moisson sur ce qui n'est jusqu'alors qu'un domaine agricole. Le permis de construire est délivré en septembre 1985. En février 1986, Guy de Boisgrollier (ancien du groupe Hachette) est désigné directeur général de Paris-Parc. Les premières chaussées apparaissent à Courdimanche au printemps 1986. La bretelle autoroutière desservant Mirapolis est financée par la région
En 1988, Georges Cazes dénombre cinquante permanents pour six cents saisonniers, soit un employé sur treize — ou un employé sur huit selon Georges Cazes — qui bénéficie d'un contrat à durée indéterminée. La campagne de recrutement organisée avant l'inauguration n'attire pas les Valdoisiens,. Il est estimé dans un communiqué de presse que les années de « fréquentation haute » atteindront 3,3 millions d'entrées et celles de « fréquentation basse » 2 millions.
Mirapolis est présenté improprement à l'ouverture comme « le premier parc au monde relié par métro à une capitale ». Le 29 mai 1988 (soit un an après l'ouverture), la ligne de Cergy (interconnexion ouest) est mise en service, permettant la desserte de la gare de Cergy-Saint-Christophe par la ligne A du RER. De la gare, il faut prendre une navette pour Mirapolis. En 1987, Guy de Boisgrollier évoque le projet d'un monorail qui relierait, à terme, Mirapolis et la gare de Cergy-le-Haut. Cette dernière, toute proche de Mirapolis, ne sera toutefois mise en service que le 29 août 1994 (près de trois ans après la fermeture du parc et quelques mois avant l'inauguration symbolique du nouveau quartier).

#### Coût
Le dossier de presse de 1987 décrit une surface de 55 hectares — dont 35 ha aménagés et 20 ha de parking — pour un parc calibré pour accueillir trente mille clients par jour,. À l'avenir, il est prévu d'étendre Mirapolis à plus de 90 hectares sur des terrains situés à l'arrière de Gargantua. Les 55 hectares sont achetés pour 26 millions de francs à la commune de Courdimanche. Les parkings ont une capacité de six mille voitures et trois cents autocars. Entre les premiers communiqués et ceux de 1987, le financement grimpe de quatre à cinq cents millions de francs et la fréquentation prévisionnelle baisse de 2,5 à 2 millions. Le tarif adulte augmente de 85 à 100 FRF, celui des enfants de 55 à 70 FRF. Le parc pourrait équilibrer son exploitation dès la première année bien qu'il ne soit ouvert que cinq mois au lieu de six prévus les années suivantes.
Les actionnaires prennent en charge 40 % du financement. Ces capitaux propres sont à 55 % étrangers, majoritairement saoudiens (Interedec, du groupe de Ghaith Pharaon), mais aussi néerlandais (Amev, à hauteur de 8 %), indiens et marocains. Les 45 % de participation restants sont français, avec la Caisse des dépôts et consignations (10 %), Sodexport (10 %), la Compagnie générale des eaux (8,5 %), le Club Med (5 %) et Jean Lefebvre (4 %). Le reste du financement du projet (60 %) s'appuie sur différents emprunts bancaires, notamment auprès du Crédit national,. Le parc bénéficie par ailleurs de plusieurs contrats de sponsoring avec les Assurances du groupe de Paris, Nesquik, Coca-Cola, les glaces Gervais (groupe Nestlé), Fujifilm et Geteba,.

### Inauguration, intimidations et pertes

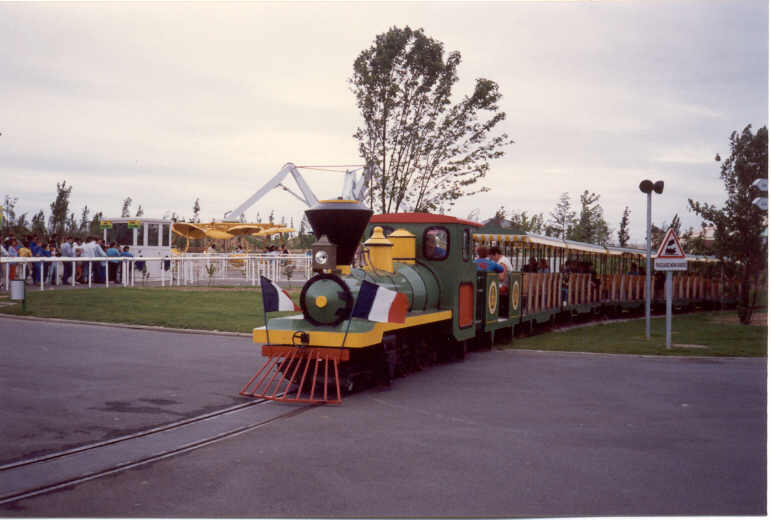
Un train quittant la gare de Mirapolis.

Censé ouvrir le 1er mai 1987,, Mirapolis est officiellement inauguré le 20 mai 1987 par le Premier ministre de cohabitation Jacques Chirac,,. Il est accompagné de Pierre Méhaignerie et de Philippe de Villiers,.

« Le charme, l'agrément, l'intelligence, la tradition historique française, le sens de la fête, mais à la fois le caractère très pointu de la technologie. Bref je trouve que tout a été fort bien conçu et je suis persuadé que ce sera une réussite en matière d'agrément et de loisirs pour les enfants mais aussi pour les parents. »

— Jacques Chirac
Mirapolis ouvre aux visiteurs le 21 mai 1987. À cette époque, le taux de TVA sur les jeux et manèges forains s'élève à 18,60 %. Lors des pourparlers pour l'implantation d'Euro Disneyland, l'État français concède un abaissement du taux à 7 % pour les parcs de loisirs,. Mécontents de cette différence de traitement, les forains décident de s'attaquer à Mirapolis pour faire entendre leurs revendications.
Le 21 mai 1987, alors que Mirapolis accueille environ trois mille clients, entre cent cinquante et deux cents forains armés de barres de fer font irruption dans le parc,. À l'initiative de Marcel Campion, ils cassent, détériorent, coupent, lacèrent et saccagent les installations,. Ils jettent sable et lessive dans les mécanismes, s'en prennent au groupe électrogène, aux canalisations d'eau, aux câbles électriques, etc. Des échauffourées les opposent au personnel de sécurité, puis aux forces de l'ordre appelées en renfort, dont plusieurs membres ressortent blessés de la confrontation,. Des dizaines de véhicules stationnés sur le parking sont dégradés, mais dans un souci d'apaisement, aucune interpellation n'est faite (bien que certaines identités et plaques d'immatriculation aient été relevées). Le coût de ces incidents est estimé à 650 000 FRF à ajouter un préjudice commercial d'un million de francs. Les conséquences sont constatées dès le lendemain lorsque Mirapolis dénombre cinq cents désistements sur deux mille visiteurs scolaires et moins de trois cents entrées vendues aux caisses,.
En février 1986 déjà, les forains critiquent l'arrivée future des parcs à thèmes. Parmi les déclarations de leur leader Marcel Campion : « on voudrait faire disparaître les 50 000 forains et les 300 000 personnes qui travaillent directement pour eux que l'on ne s'y prendrait pas autrement […] nous, on nous vire des villes. Du point de vue prix, il nous est impossible de nous aligner ». D'autres forains s'expriment en ce sens : « Les parcs récréatifs, c'est notre mort, ». La CGT Val-d'Oise fait savoir sa désapprobation par la distribution de tracts avant l'inauguration par Jacques Chirac.
Le 23 mai 1987, les forains distribuent de fausses entrées gratuites en Seine-Saint-Denis et dans le Val-d'Oise. Le dimanche 24, ce sont mille cinq cents badauds qui font valoir leur entrée gratuite aux guichets. Le même jour, les forains répandent des clous à la sortie autoroutière vers Mirapolis. Malgré ces événements, le gestionnaire du parc déclare être satisfait de la fréquentation des cinq premiers jours d'exploitation. Le discours change après deux semaines : les objectifs ne sont pas atteints. D'ailleurs, la majorité des visites est due à des groupes, qui bénéficient d'un tarif réduit. L'été est également une période de difficultés économiques. Fin juillet, un total de 360 000 touristes est dénombré depuis l'ouverture.
En septembre, la revendication des forains est finalement acceptée : le gouvernement consent d'étendre le taux de 7 % à leur activité,.
La première saison se clôture mi-octobre. Le parc n'a pas atteint ses objectifs car le public n'a pas été au rendez-vous : 600 000 touristes ont passé les tourniquets,, soit moins d'un tiers du public attendu,,. Ce nombre est même de 570 000 visiteurs selon Georges Cazes. Il en résulte un déficit de 20 millions de francs. Face à ces mauvais résultats, l'équipe de gestion est remplacée et le Club Med est désigné pour reprendre l’exploitation. Les actionnaires procèdent à une augmentation de capital pour financer les nouveautés de la saison à venir,. Après son départ du projet, entre 1988 et 1989, Anne Fourcade prend part à la conception du parc du Puy du Fou. D’ailleurs, ses plans initiaux engendrent la colère de Philippe de Villiers et sont déchirés, avant qu'elle ne reparte d'une page blanche.
Une émission de Croque-vacances de Claude Pierrard est tournée dans le parc et diffusée le samedi 15 août 1987 sur TF1.

### Le Club Med à la gestion

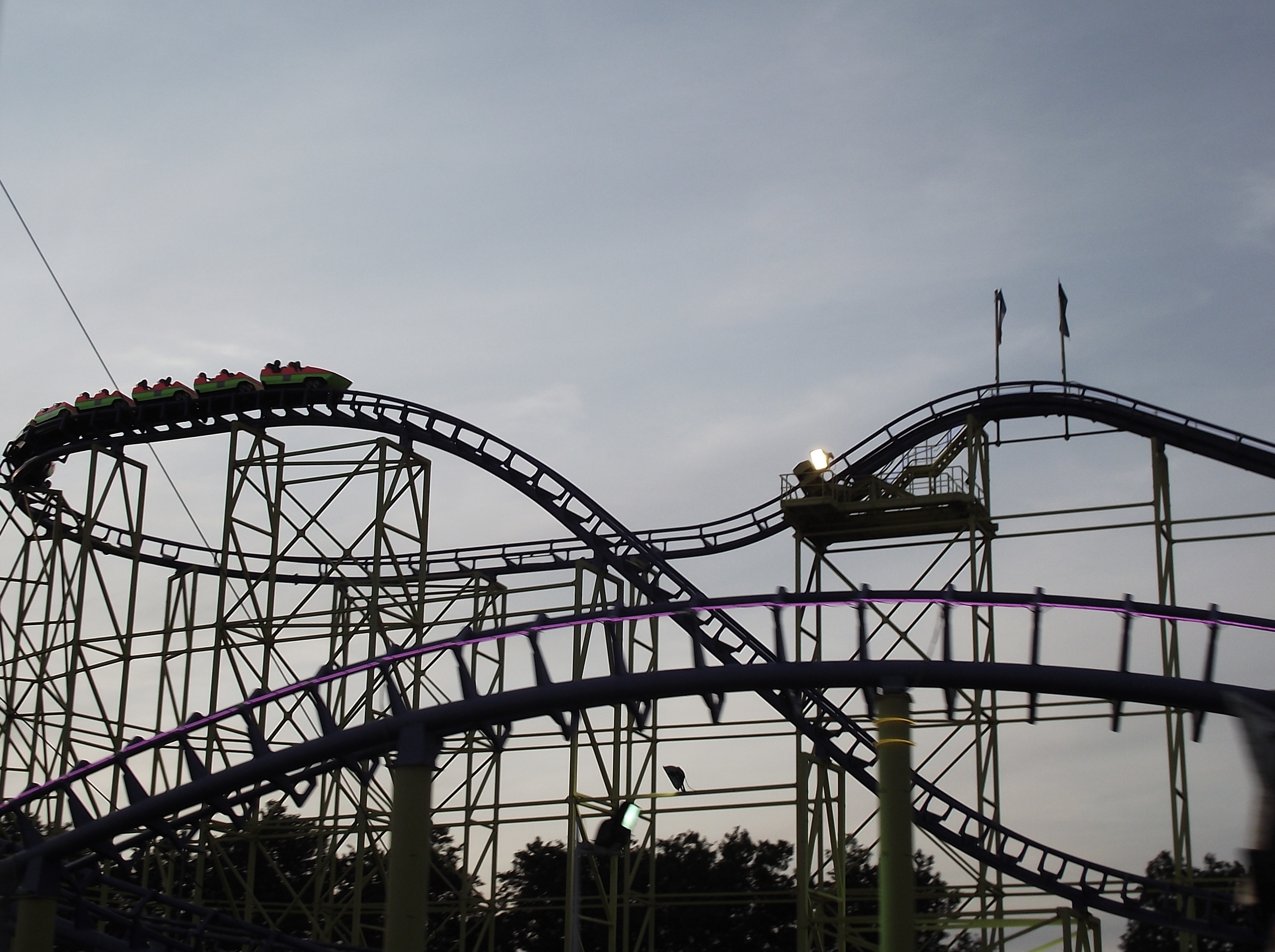
Miralooping, dorénavant à Fabrikus World.

Pour la saison 1988, le Club Med est désigné à la tête de Mirapolis par les investisseurs,. Avant l'ouverture au public, le nouveau gestionnaire double le nombre de sièges consacré à la restauration, les Franciliens n'étant alors pas aussi adeptes de restauration rapide que les Américains. Une enquête révèle que 44 % des clients fréquentent les self-services. Ils sont ensuite 24 % aux kiosques, 20 % aux fast foods et 12 % en services à table. Il investit dans une grande attraction à sensations, Miralooping, dans l'optique de satisfaire une partie de la clientèle jusqu'ici négligée,,,. Un cinéma en relief, un manège de montgolfières et un simulateur de vol font partie des nouvelles attractions. Mirapolis compte par ailleurs sur le parrainage du chanteur Carlos, qui enregistre plusieurs chansons sur le thème de Mirapolis et se déplace même sur les lieux certains week-ends. Des toits sont posés sur les constructions en nécessitant et des fresques sont peintes sur le béton brut. Marc Tombez, ancien du Club Med et directeur général adjoint depuis 1987, est nommé directeur général. Les actionnaires décident d'injecter cent millions de francs d'investissements supplémentaires pour cette deuxième saison, montant en partie obtenu grâce aux sponsors du parc,. Le total des investissements finit par atteindre 188 millions de francs.

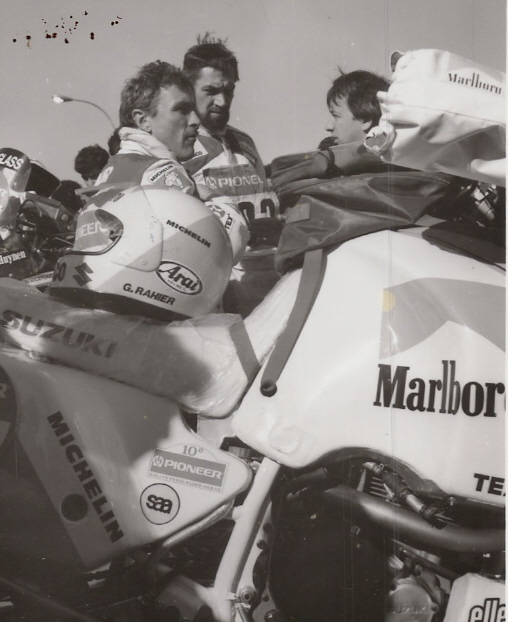
Gaston Rahier, champion de moto-cross, lors de la dixième édition du rallye Paris-Dakar.

Les premiers numéros du jeu télévisé Le Juste Prix, diffusé de façon hebdomadaire entre le 13 décembre 1987 et juillet 1988, sont enregistrés dans un théâtre de Mirapolis,. Le prologue de la dixième édition du rallye Paris-Dakar se tient le 30 décembre 1987 sur un parcours attenant à Mirapolis,,. En tant que représentant du parc, Carlos le promotionne dans diverses émissions télévisées à grande écoute. Il se rend sur différents plateaux du média prédominant des années 1980 tels Le monde est à vous pendant Dimanche Martin, programme dominical de France 2 (alors nommée Antenne 2), Dorothée Matin pendant le Club Dorothée, programme à succès pour les enfants sur TF1, Sacrée Soirée, émission de variétés en prime time sur TF1, Champs-Élysées, émission de variétés en prime time sur France 2, lors d'un reportage du journal de 13 heures tourné dans le parc en compagnie de Johnny Hallyday sur France 2, 40° à l'ombre de la 3, émission estivale sur France 3 (alors nommée FR3), etc.
Cette exposition médiatique et ces événements publics contribuent à asseoir la notoriété du parc. La saison 1988 propose un droit d'entrée unique de 75 FRF en semaine et 90 FRF (~13,72 €) le dimanche,.
Le Club Med réussit à faire venir un million de visiteurs, une première pour un parc d'attractions français. En effet, le complexe Disneyland Paris et ses parcs Disneyland et Walt Disney Studios ne sont pas encore ouverts, tout comme le parc du Puy du Fou et le parc Astérix. Le Futuroscope, ouvert comme Mirapolis en 1987, atteint un million d'entrées en 1991,,,,.
Avec un million de visiteurs, cette deuxième saison connaît une augmentation de la fréquentation. L'équilibre fixé à 1,1 million est ainsi raté de peu. De fait, il s'agit d'un deuxième exercice décevant, annonçant une nouvelle restructuration. Un accord est signé en décembre 1988 entre le directeur Marc Tombez et Marcel Campion, à la tête d'un GIE constitué d'une douzaine de familles de forains.
En 1988, Mirapolis affiche 85 millions de francs de déficit cumulé à l'issue de son premier exercice annuel complet,.

### Les forains intègrent l'équipe de gestion et dépôt de bilan
L'année 1989 est marquée par l'arrivée des forains dans l'équipe de gestion de Mirapolis. Ils participent aux investissements en installant leurs manèges dans le parc. Les nouveaux tarifs s'élèvent à 110 FRF par adulte et 80 FRF par enfant. Paris-Parc investit 55 millions de francs ; les forains investissent quant à eux 30 millions en attractions ambulantes et en stands, pour lesquels le visiteur est appelé à débourser un supplément. Alors qu'Anne Fourcade déclarait en 1986 (lors de la séance d'informations aux Courdimanchois) que Mirapolis ne serait pas « une foire aux manèges », l'aspect du parc tend désormais à se rapprocher de celui d'un champ de foire classique,. Ceci a pour conséquence de brouiller encore davantage l'identité du parc.

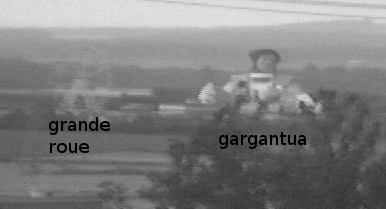
Vue aérienne du parc montrant la grande roue foraine et la statue de Gargantua.

Le samedi 8 juillet 1989, les frères Acariès organisent un combat de boxe à Mirapolis en présence de plusieurs personnalités comme Yannick Noah et Jean-Paul Belmondo. L'opération tourne au fiasco : le boxeur français René Jacquot, venu défendre un titre de champion du monde, se blesse dès les premières secondes et abandonne face à John Mugabi,.
La saison terminée, les touristes sont près de 640 000 à s'être rendus à Mirapolis,. La fréquentation accuse une baisse de 30 % en un an et les Parisiens ne représentent plus que 5 % de la clientèle. La diminution de 35 % des coûts d'exploitation initiée par les forains ne suffit pas à compenser les pertes cumulées, qui continuent de grimper jusqu'à 300 millions de francs,. Les trois quarts des visiteurs viennent des départements limitrophes, pour un temps de trajet en voiture ne dépassant pas la demi-heure. Le 18 décembre 1989, l'établissement est déclaré en cessation de paiement. Un administrateur judiciaire est nommé. Le redressement judiciaire est envisagé mais Mirapolis risque aussi la liquidation. Les forains manifestent le 22 décembre 1989 devant le tribunal de commerce de Pontoise, ils ironisent « Sainte Magouille, priez pour nous ». Le président du groupement de forains Marcel Campion y exprime sa colère. Ils désirent absolument rouvrir le parc. Marcel Campion claironne qu'une opération immobilière se prépare insidieusement pour rafler les terrains, source de convoitise selon le forain,.
Le déficit a ainsi continué de se creuser en 1989 étant de 140 millions pour l'exercice,. Le 22 janvier 1990, la société Paris-Parc n'est plus propriétaire de Mirapolis : elle dépose le bilan, en affichant un cumul de pertes de 330 millions de francs. Début 1990, le groupe Walibi se questionne sur une potentielle reprise de Mirapolis. Du fait de la colère des forains et d'un jet de pierre, un magistrat à la cour d'appel de Versailles est blessé après l'ajournement d'une séance traitant du redressement judiciaire de Mirapolis.
La viabilité du parc se dégrade lorsque son emplacement est désigné comme l'un des vingt-six terrains retenus pour édifier le futur Stade de France. Il est le plus durement touché des cinq grands parcs français que sont le parc Astérix, Zygofolis, le Futuroscope et Big Bang Schtroumpf. Marc Tombez lui donne 30 à 70 % de chance de survivre.

### Affaires judiciaires pour la reprise de Mirapolis

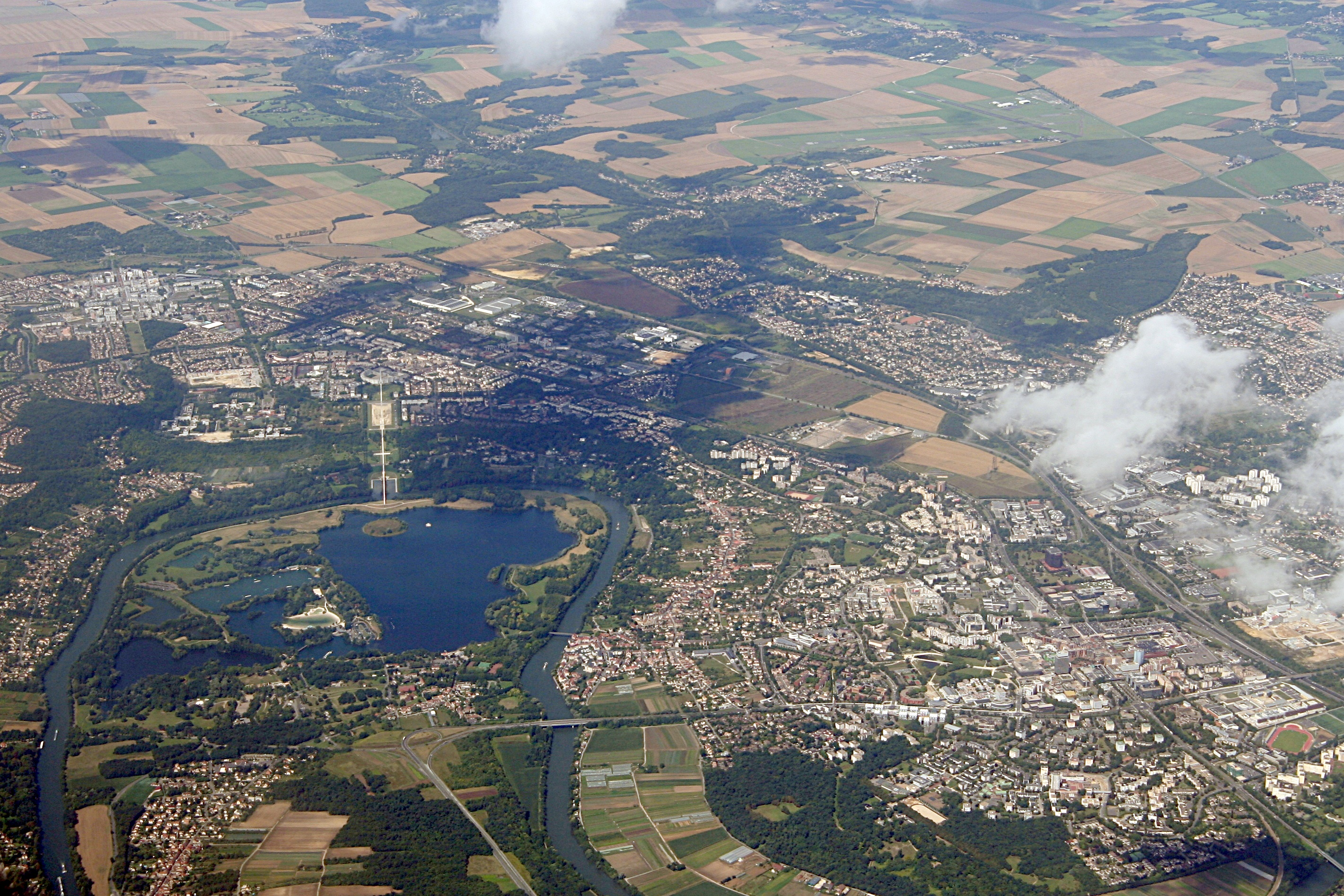
Vue aérienne du méandre de l'Oise. La friche de Mirapolis est la section boisée située en bordure de l'agglomération, au-delà de la zone résidentielle à l'extrême gauche de la moitié supérieure du cliché.

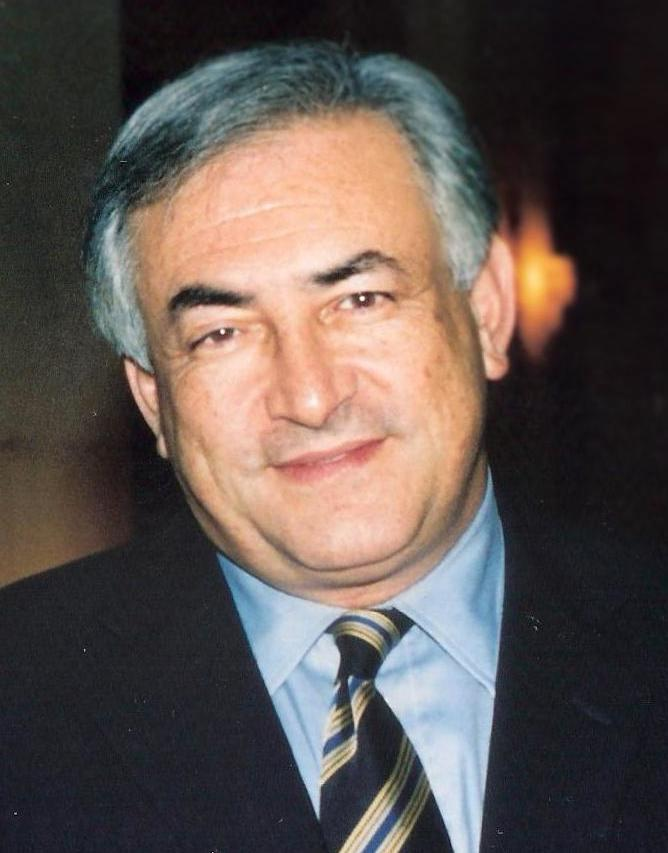
L'homme politique Dominique Strauss-Kahn, dans les années 1990.

La saison 1990 est marquée par un imbroglio judiciaire. Marcel Campion accuse Dominique Strauss-Kahn de lui avoir demandé, durant l'année, un pot de vin de cinq millions de francs pour intercéder en sa faveur vis-à-vis de la reprise de Mirapolis. Strauss-Kahn occupe alors les postes de président de la commission des Finances de l'Assemblée nationale et de député du Val-d'Oise, département où se situe Mirapolis. Tenus en 2012 dans le magazine VSD, ces propos entraînent la condamnation de Campion pour diffamation, prononcée et confirmée en appel en 2014 et 2015,,,.
Les forains accueillent les premiers visiteurs le 7 avril 1990 alors que la décision de justice concernant l'avenir du parc est encore attendue,. Les tarifs d'entrée sont légèrement revus à la baisse : 100 FRF (~15,24 €) pour un adulte et 75 FRF (~11,43 €) pour un enfant.
Le tribunal de commerce de Paris désigne fin avril 1990 les forains comme repreneurs de Mirapolis,. En mai, le tribunal de commerce de Paris accorde la reprise de Mirapolis au groupement de forains du GIE Mira-fêt, associé au groupe financier saoudien Concorde du milliardaire Ghaith Pharaon, déjà principal actionnaire de Paris-Parc. Ce groupe, détenu à 75 % par les forains et à 25 % par Pharaon, est baptisé Campion-Concorde. L'autre acteur non retenu par le tribunal est la société Cergy-Parc, principalement composée du Crédit national, du Crédit d'équipement des PME et du Comptoir des entrepreneurs. La Caisse des dépôts et consignations et le Club Med avaient annoncé leur retrait du projet.
La nouvelle direction du parc envisage une réduction à vingt hectares de la surface du parc accessible au public. Les ambitions en termes de fréquentation sont restreintes à 500 000 visiteurs. Des projets de complexes hôteliers, d'un terrain de golf et d'attractions inédites sont évoqués. Aucune de ces déclarations ne se concrétisera par la suite.
En mai, le procureur de la République et le parquet font appel de la décision confiant le parc à Campion-Concorde.
Ayant en ligne de mire une séance au tribunal de commerce le 11 juillet 1990, Pharaon — représentant 25 % du groupe Campion-Concorde — annonce son désistement début juillet et laisse les forains seuls propriétaires de Mirapolis, alors que leur reprise était conditionnée à sa caution financière.
Par la suite, Mirapolis est victime d'un certain laisser-aller. Avec la diminution continue des coûts d'exploitation, divers manquements sont constatés par un article de Sports Loisirs Tourisme. En effet, lors d'une visite en août, certaines attractions, restaurants et boutiques sont restés fermés ou n'ont ouvert qu'une partie de la journée. Des problèmes de sécurité et de propreté ainsi que des anomalies techniques sont également constatés. De fait, les forains semblent avoir relégué l'entretien du parc à la fin de la liste des priorités. Les attractions n'ont pas été révisées, la direction préférant attendre la fin de la saison,.
Le 20 octobre 1990, la Cour d'appel de Paris accorde finalement la reprise de Mirapolis à la société Cergy-Parc. Dorénavant propriétaire du parc après avoir déboursé 115 millions de francs, celle-ci est composée du Crédit national (à hauteur de 108 millions) ainsi que du Crédit d'équipement des PME et du Comptoir des entrepreneurs,. Les forains conservent néanmoins la gestion de Mirapolis pour 1991 et 1992 dans le cadre d'un contrat de location-gérance,.

### Dernière saison
La saison 1991 propose des nouveaux droits d'entrée de 100 FRF pour un adulte et de 75 FRF pour un enfant. Les nouveautés étrennées en cette saison sont des statues de dinosaures et d'animaux préhistoriques ainsi qu'un saut à l'élastique,.
La Première ministre française Édith Cresson signe en septembre le schéma directeur qui classe Mirapolis en zone de loisirs aux deux tiers inconstructibles.
Le parc ferme ses portes le 20 octobre 1991, dernier jour de la saison. Il ne les rouvrira plus,.
En décembre, Marcel Campion admet que Mirapolis ne peut être viable. Ceci entérine la fin de Mirapolis,. Campion déclare que l'équilibre 1991 est atteint avec 400 000 entrées, représentant 29 millions de francs de recettes. Il ajoute estimer à 100 millions de francs les investissements à insuffler dans Mirapolis pour faire face à l'inauguration prochaine d'Euro Disneyland. Le groupement de forains recouvre ses 30 millions de francs investis en récupérant des attractions et du matériel ainsi que par une indemnisation attendue de Cergy-Parc. André Campion — directeur de Mirapolis en 1990, frère de Marcel Campion et propriétaire du parc Saint-Paul — récupère lui aussi différents éléments pour les installer dans son parc,,,.

### Après la fermeture

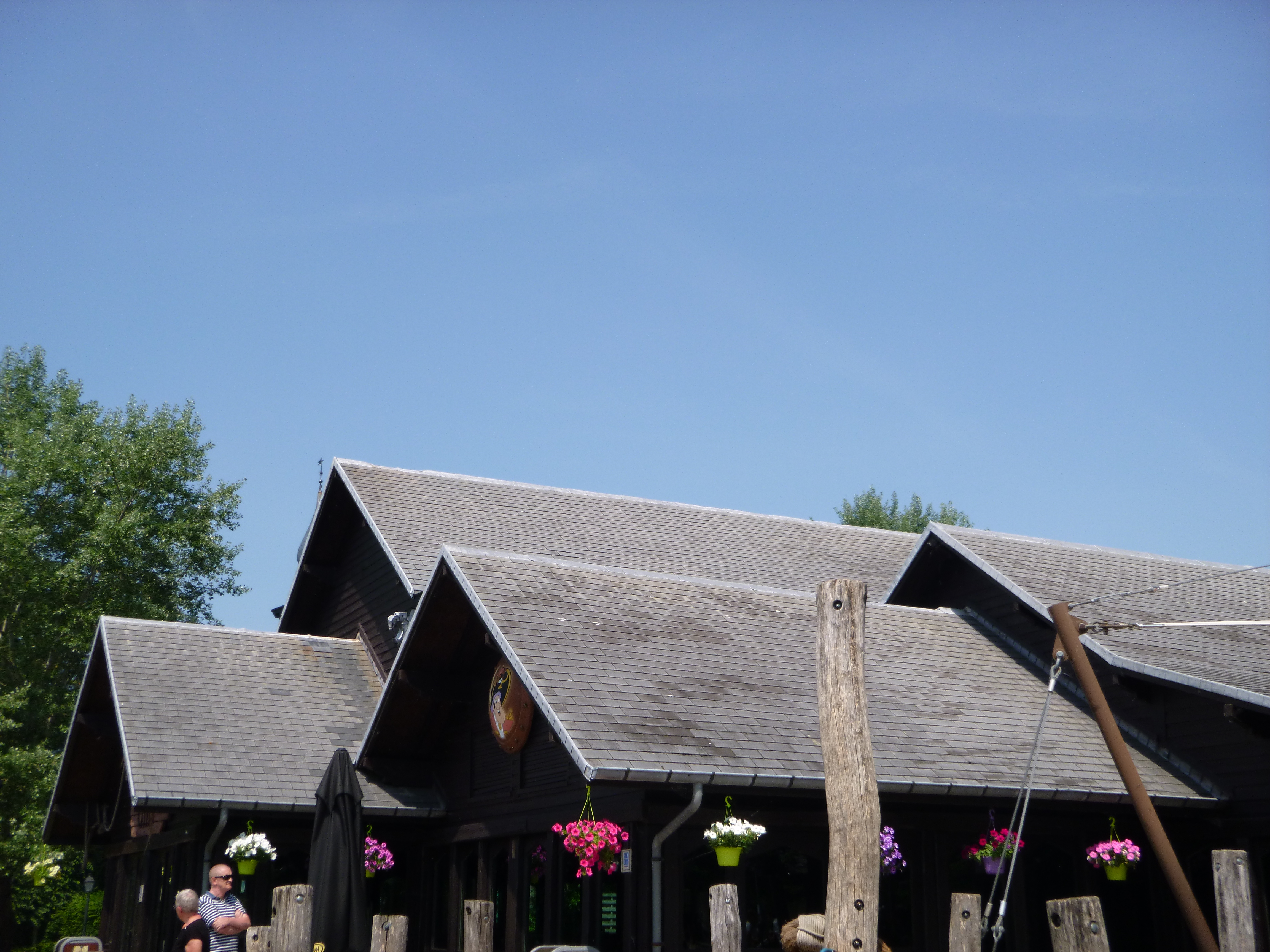
Restaurant Les Pirates, acheté par Meli Park et dorénavant à Plopsaland De Panne.

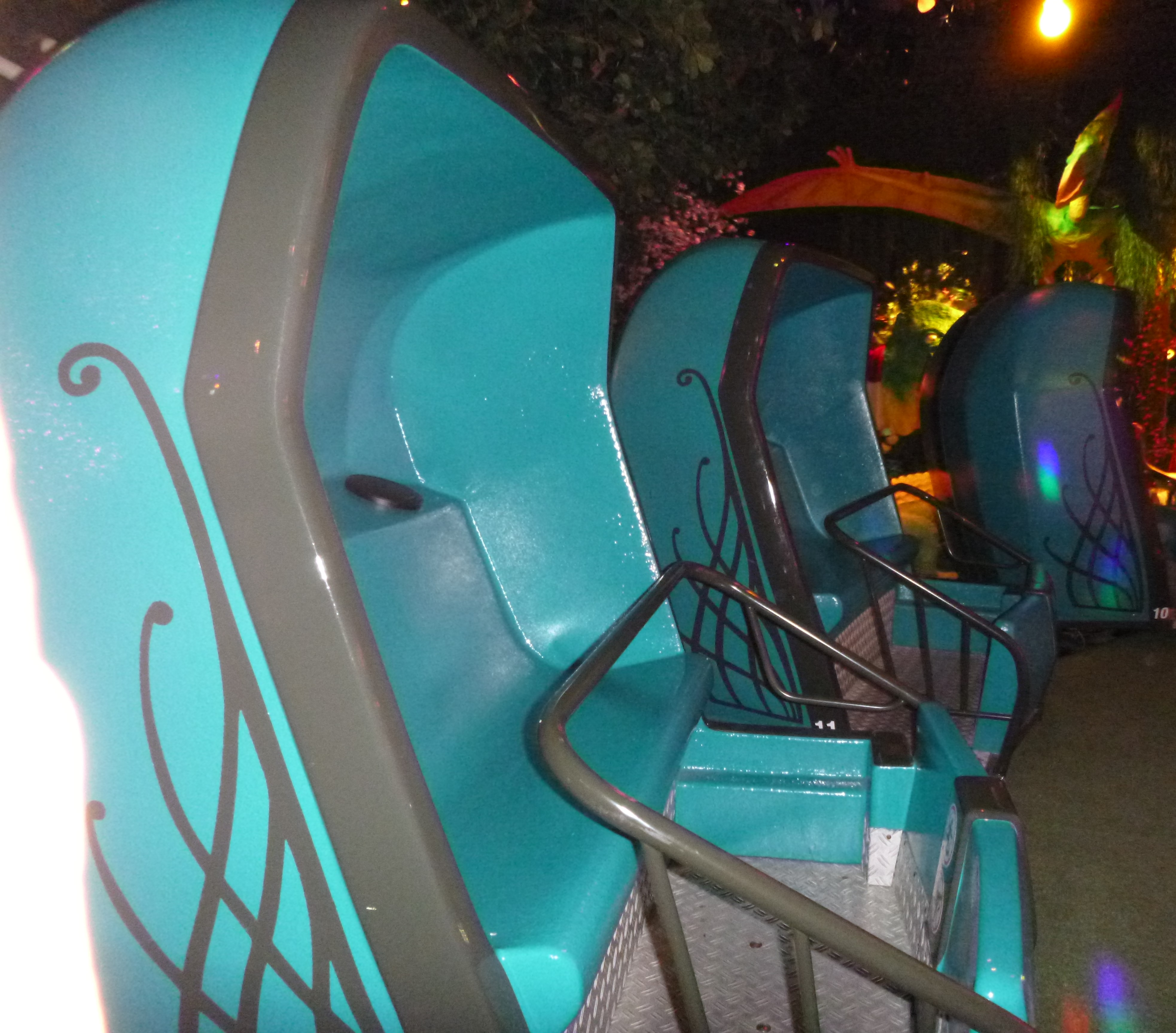
Système de transport de Voyage sous la mer, désormais à Europa-Park.

Bien que toujours occupé par les forains en application du contrat de location-gérance, Mirapolis n'ouvre pas au public en 1992. Les attractions itinérantes des forains repartent sur les routes des ducasses et quittent Mirapolis, laissé à l'abandon et envahi par la végétation.
Les attractions sédentaires sont démontées en trois mois et vendues à des parcs de loisirs aux Pays-Bas, en Allemagne,, et en Belgique,,. La majorité de celles-ci est acquise par le parc berlinois Spreepark qui rachète treize attractions,. Le 31 décembre 1992, la fin du bail est synonyme de déménagement pour les forains.
En octobre 1993, un permis de démolir est délivré pour les derniers bâtiments de Mirapolis. La nature reprend ses droits sur le parking des visiteurs, rogné pour la construction de nouvelles voies d'accès à Courdimanche.
Clôturée et gardée par une société de surveillance, la propriété est vandalisée et pillée depuis la fermeture. Dès 1994, une première section de la route départementale D88 dotée d'un rond-point est mise en service. Avec une autre section, elle borde le terrain et empiète sur une partie de celui-ci. Ce qu'il reste de la statue de Gargantua est dynamité le 1er septembre 1995,,.

### Depuis la destruction

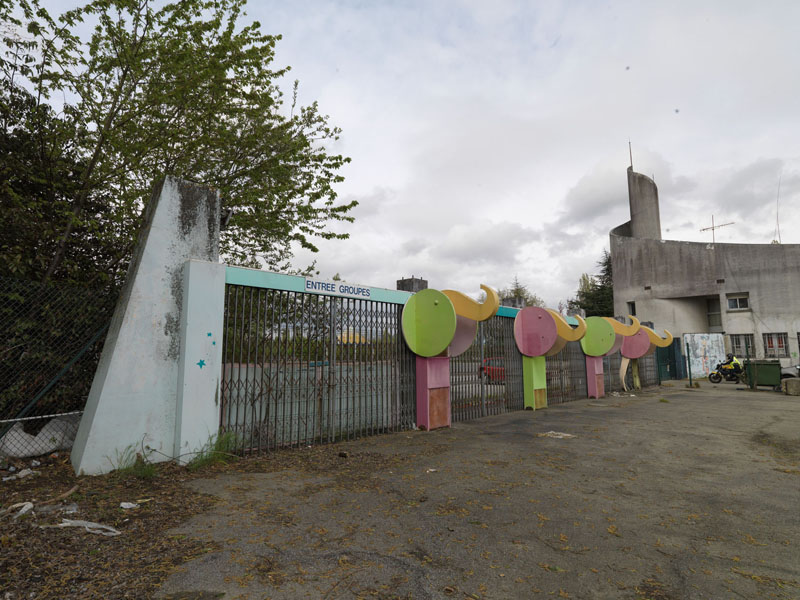
Les grilles du parc et son bâtiment en béton armé logeant les caisses et les bureaux administratifs, en 2014.

Depuis sa destruction, le parc de Mirapolis est majoritairement occupé par les gens du voyage qui s'y installent,,. Certaines affaires judiciaires concernant ces derniers trouvent un écho dans la presse,. Le domaine est aussi le théâtre d'exercices de la gendarmerie, de la police et des pompiers,. Une rave party est organisée dans l'enceinte de Mirapolis en septembre 2003,.
L'ancien édifice en béton armé de l'entrée du parc, désormais défraîchi, est toujours debout. Les guichets de paiement du rez-de-chaussée sont encore visibles. L'ancien forain reconverti en gardien prend sa retraite fin 2014.
Les attractions réinstallées à Spreepark sont laissées à l'abandon dès la fermeture de ce parc en 2002. Certaines d'entre elles reprennent temporairement du service fin 2009, en 2010, et au-delà. Le site est victime d'un incendie d'origine criminelle en août 2014 détruisant des bâtiments et des emplacements utilisés pour le tournage de films,. Les suspects avouent à la police avoir mis le feu sans réel motif. Berliner-spreepark.de a longtemps affirmé que le Bateau pirate (anciennement à Mirapolis) avait été démonté et cédé à un forain néerlandais pour être exploité en Chine. Le site note désormais que l'attraction a changé de propriétaire à de multiples reprises et est désormais perdue, ajoutant que d'après des rumeurs, le Bateau pirate aurait tourné en Asie pendant plusieurs années. Une autre attraction vendue par un liquidateur judiciaire après la fermeture de Spreepark est Miralooping, acquise par le français Europark à Vias.
Deux statues d'animaux préhistoriques (un mammouth et un stégosaure) connaissent une nouvelle vie grâce à l'artiste Hans Schabus (en), qui se les réapproprie. Elles sont exposées à la sixième Biennale d'art contemporain de Berlin, dans l'hôtel d'Angoulême Lamoignon de Paris lors de la Nuit blanche 2010, ainsi qu'à l'Institut d'art contemporain de Villeurbanne en 2011,,,,. La GmbH Grün Berlin reprend Spreepark le 1er janvier 2016 pour le transformer en site alliant art, culture et nature pour 2026,. En sus de la grande roue emblématique du lieu, qui bénéficiera d'une rénovation, le circuit ferroviaire initialement nommé Mirapolis Express est inclus au projet. Les statues de dinosaures seraient également concernées et les anciennes montagnes russes Spreeblitz (anciennement Dragon des sortilèges) devraient être transformées en chemin praticable,.

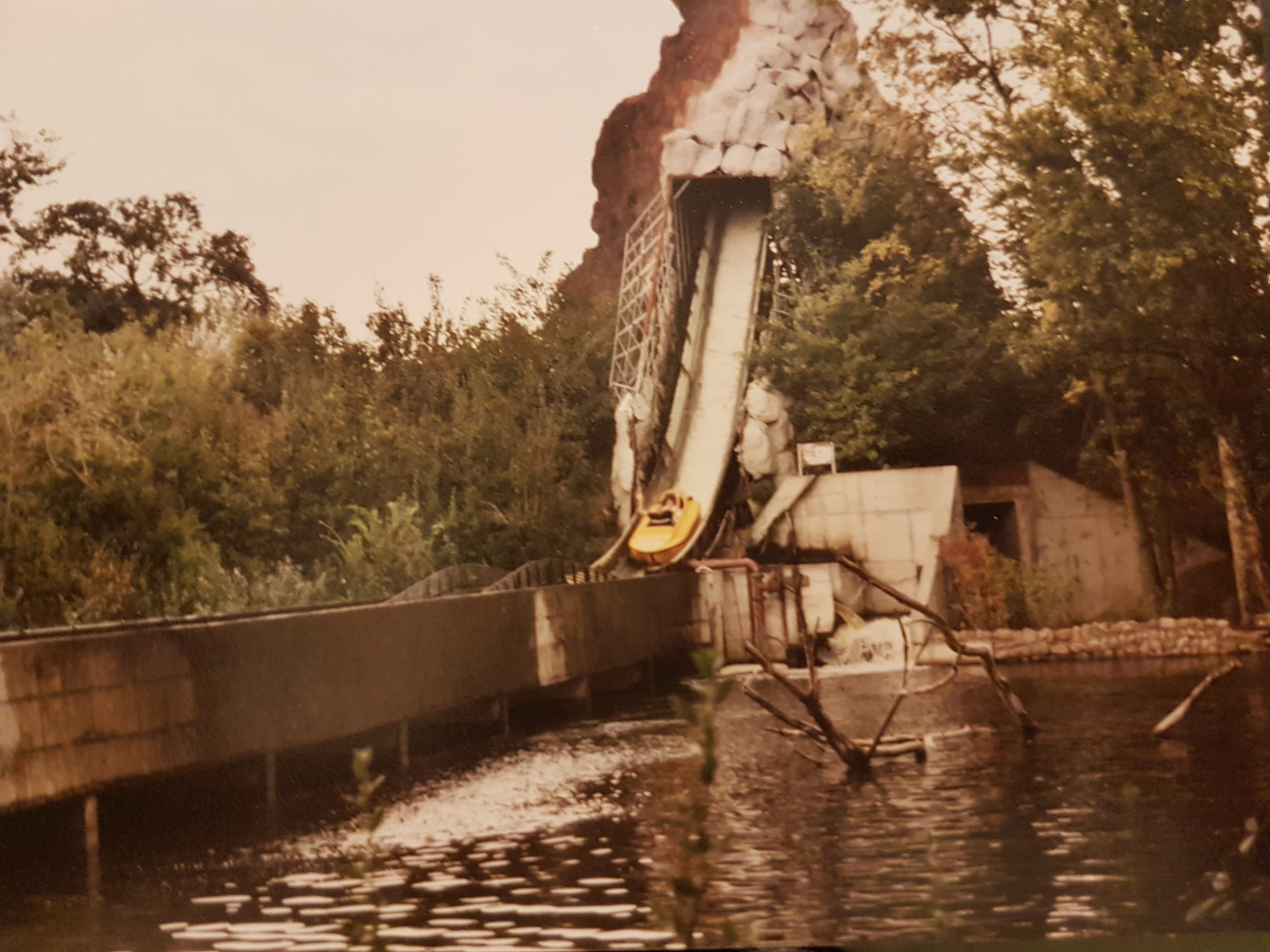
La Descente des rapides (Spreepark).
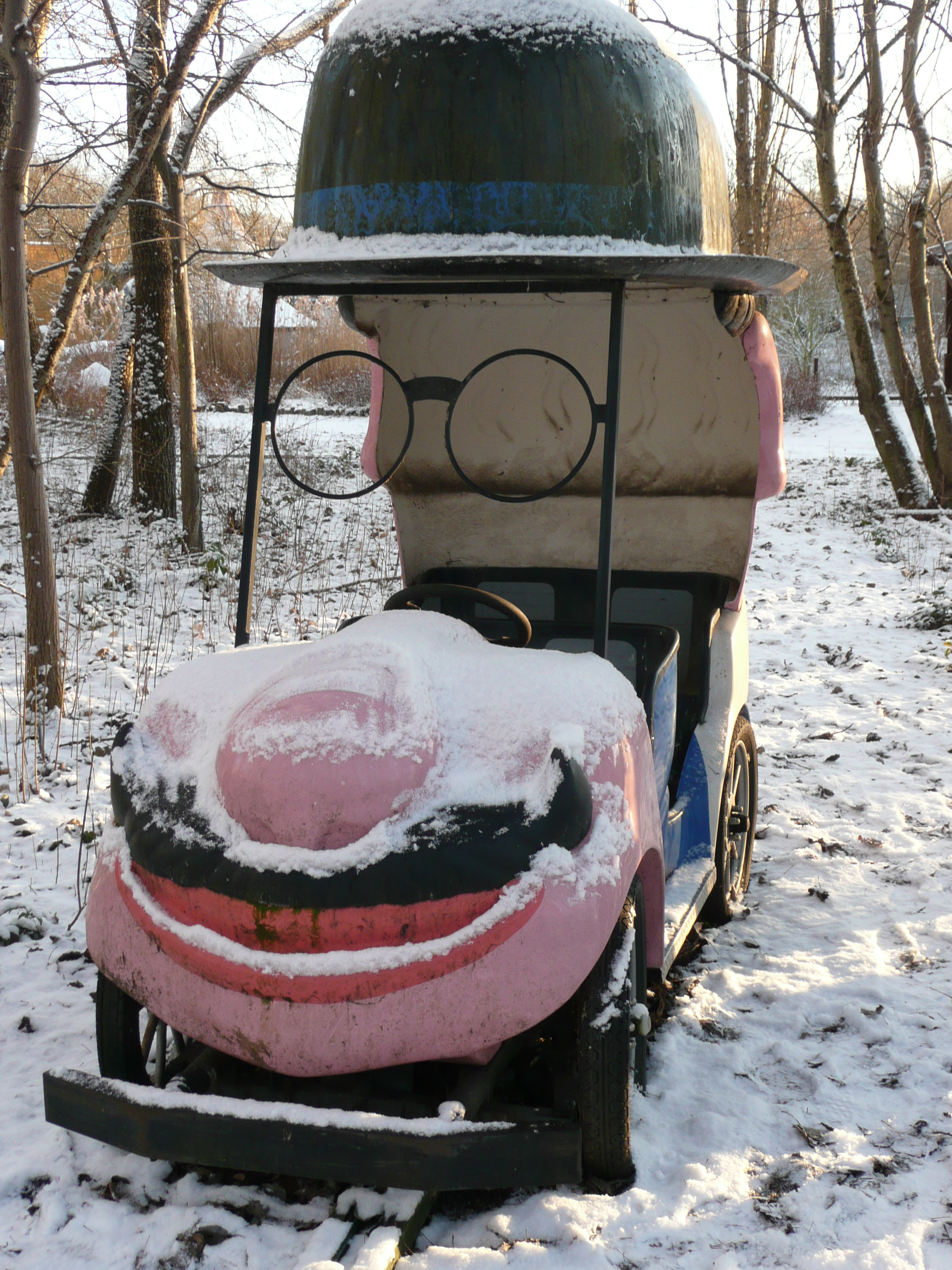
Tacots chapeaux (Spreepark).
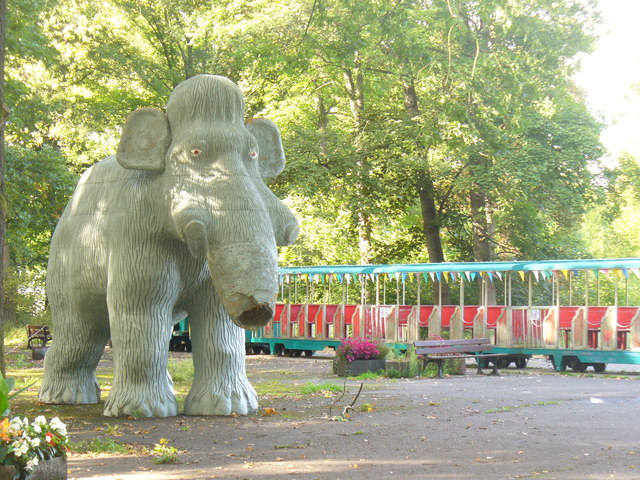
Mammouth et le Mirapolis Express (Spreepark).
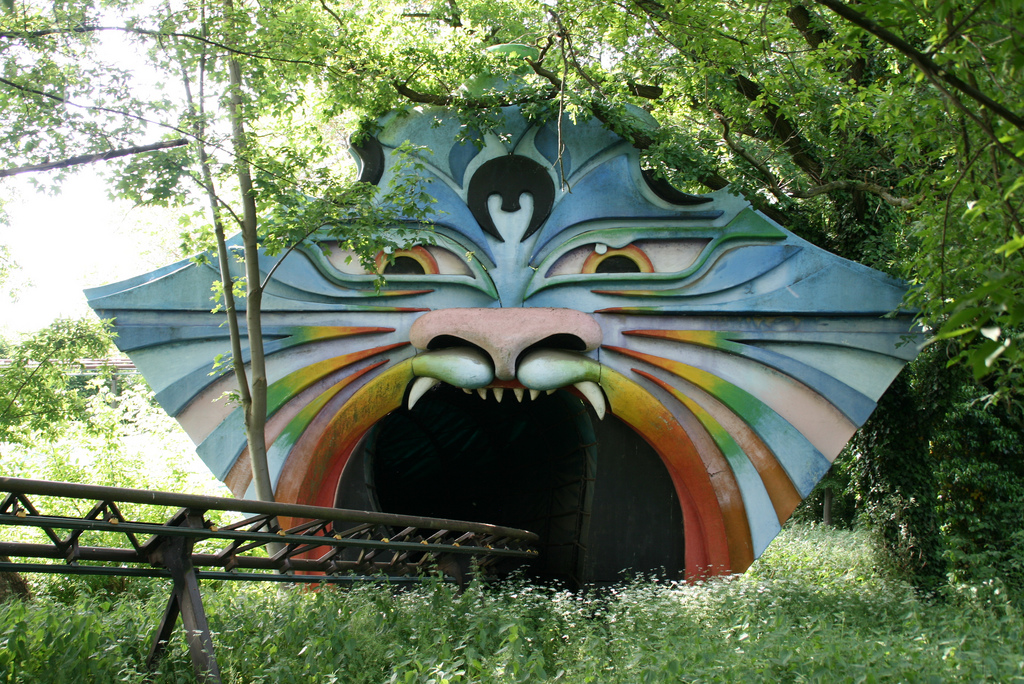
Dragon des sortilèges (Spreepark).

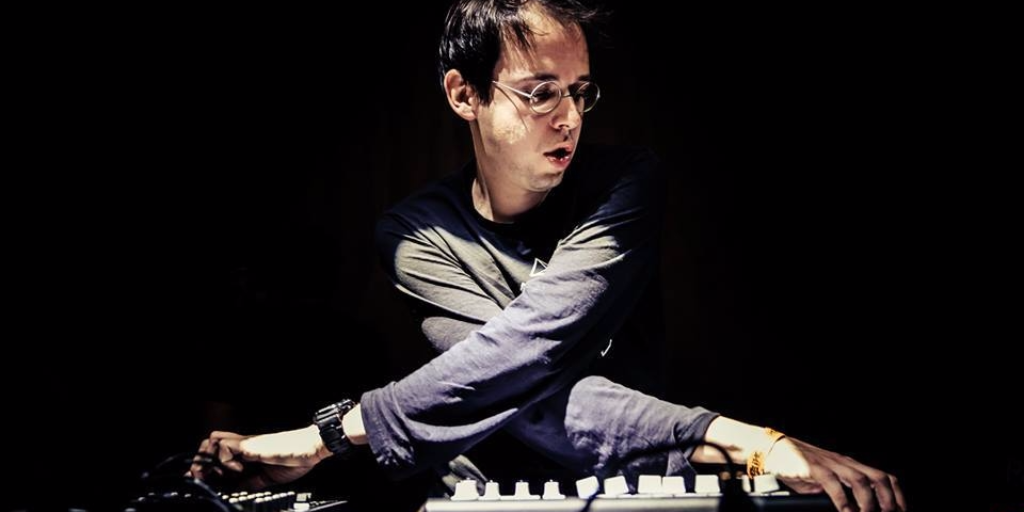
Rone en concert à Los Angeles en 2017.

Différents articles et œuvres sont créés autour du parc d'attractions ou y font référence. En 2005, est édité Contes et légendes du Val-d'Oise de Philippe Cerchiari aux Éditions Alan Sutton. Gargantua illustre la couverture et le conte Les Palets de Gargantua y fait directement référence, ainsi qu'à Mirapolis et aussi au palet de Gargantua. En 2017, le compositeur Rone sort un album intitulé Mirapolis (la plage éponyme est ensuite remixée par Laurent Garnier). En 2019, le docufiction Un Courdimanche avec Houellebecq (diffusé sur France Culture) imagine la rétrospective d'un roman fictif baptisé Mirapolis de l'auteur qui serait consacré à l'histoire mouvementée du parc,,. Une bière baptisée La Mirapolis est réalisée en 2022 pour être distribuée en bistrot-brasserie.
Le souvenir de Mirapolis perdure chez les nostalgiques et certains aficionados. Depuis 2013, l'association Mirapolis - Les Amis du parc, dont Anne Fourcade est la marraine, propose des expositions, des rencontres et des restaurations de décors. La première exposition se tient lors des Journées européennes du patrimoine de 2013 et la seconde réunit les compositeurs, architectes et chanteurs de Mirapolis les 13 et 14 septembre 2014. En mai 2017, trente ans après l'inauguration du parc, l'association organise une exposition dans le Val-d’Oise à Menucourt. Indépendamment de cette association, l'exposition Cergy-Pontoise, formes et fictions d'une ville nouvelle se tient en 2015. Quatre ans plus tard, le cinquantième anniversaire de Cergy est marqué par la tenue de l'exposition Cinquante nuances de Cergy sur une durée de deux semaines. Lors de ces deux événements, Mirapolis bénéficie d'un espace dédié,,.
En 2012, le candidat de la gauche républicaine et citoyenne de la dixième circonscription du Val-d'Oise Laurent Carius évoque la reconversion des terrains propriété de la société Immovauban en un village de vacances : « On peut envisager de faire venir un autre type de loisirs, à savoir un centre basé sur la nature, comme Center Parcs ». Dès 2016, le projet d'un village touristique éco-nature d'une cinquantaine d'hectares doté de 700 à 750 cabanes prend forme pour occuper le site de l'ancien parc de loisirs. Il est initialement question du lancement des travaux en 2018 avec pour objectif l'inauguration du village en juin 2019,. Le projet est soutenu par le propriétaire Cergy-Parc et bénéficie initialement de l'appui de la Caisse des dépôts. Celle-ci finit toutefois par se retirer du projet, en conséquence de quoi les investisseurs échouent à réunir les 100 millions d'euros de budget,.
Entre 2020 et 2023, le site de Mirapolis est dans l'actualité pour des raisons qui ne sont pas de l'ordre du tourisme ou des loisirs,,.
Fin 2019, le promoteur immobilier Grand M Groupe se porte acquéreur du terrain. Il n'y a alors pas de projet défini mais des grandes lignes : la mairie souhaite un projet touristique, attractif et non résidentiel. En novembre 2022, la société spécialisée dans le logement pour étudiants Grand M Group change de nom au profit de Uxco Group,,. En 2022, Le HuffPost constate que « rien n'a bougé ». Le site se trouve dans la ZAC Sainte-Appoline et une demande de permis de construire est déposée fin 2023 par le promoteur, en vue de réaliser sur dix hectares du site de l'ancien parc un ensemble de 150 petits logements indépendants de 25 m2 destinés à la location touristique, neuf résidences de « coliving » — une structure intermédiaire entre colocation et hôtel, où 351 résidents pourront disposer d'espaces privatifs tout en ayant accès à des espaces partagés et des services communs — 4 000 m2  destinés à des locaux de coworking, des commerces, des activités de loisirs ou de restauration, ainsi que des équipements sportifs, un tiers-lieu et une halle gourmande. La réalisation de ce projet est subordonnée à la réalisation d'études évaluant son impact environnemental et au départ de gens du voyage, qui occupent de longue date le site,,.

## Composition du parc
Le parc se divise en huit zones aux thèmes modifiés d'une saison à l'autre,. Dès la deuxième année, les noms des zones sont fixes. Hormis l'entrée, chaque zone est composée d'attractions et de points de restauration. On dénombre vingt attractions en 1987 et jusqu'à une cinquantaine avant la fermeture,.
Plusieurs attractions majeures de l'année inaugurale proviennent du constructeur allemand Mack Rides,. Comme tous les parcs d'attractions, Mirapolis vend des produits dérivés (casquettes, sweat-shirts, etc.). Ils sont estampillés d'un logo différent de celui du parc.

### Le sommet de la grande frousse

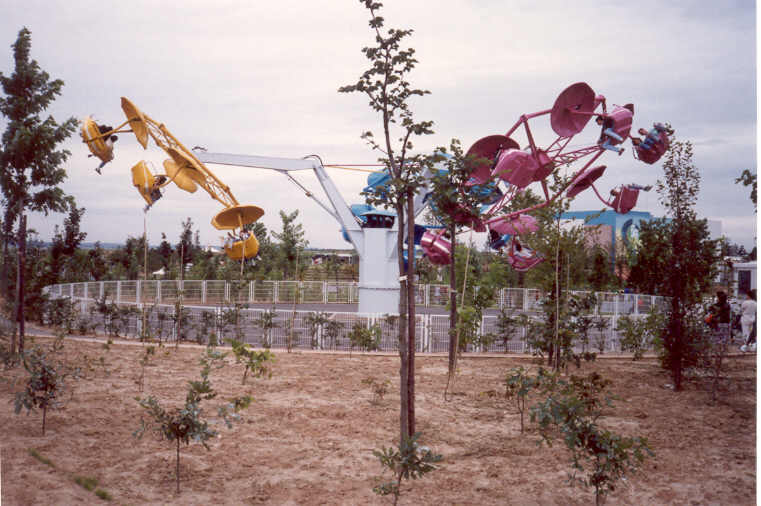
Le Tourbillon, situé à côté de la gare.

Première zone située à l'ouest de l'entrée, le sommet de la grande frousse est englobé dans le quartier nommé « entrée » lors de la première année de Mirapolis. Ouvert en 1988, la zone est dominée par Miralooping, un circuit de montagnes russes en métal réalisé par Vekoma. À l'époque, il est celui qui propose le plus grand nombre d'inversions en France. La presse et la communication emploient l'expression les « plus grandes de France ». Elles sont l'égales des « plus grandes montagnes russes d'Europe »,,,,.
Le Tourbillon est un manège de type troïka de Huss Park Attractions,. Il propose les nacelles d'un paratrooper. Tout comme l'attraction suivante, il ouvre au public en 1987.
Le Mirapolis Express dessert une gare située dans la zone grâce à ses trois trains — fabriqués par Reverchon Industries et dotés de moteur Perkins — capables d'accueillir cent passagers. Une seconde gare se dresse au pied de la statue de Gargantua. La zone est complétée par les Vélos drôles en 1990 (vélos désaxés).

### Le paradis des comptines gourmandes

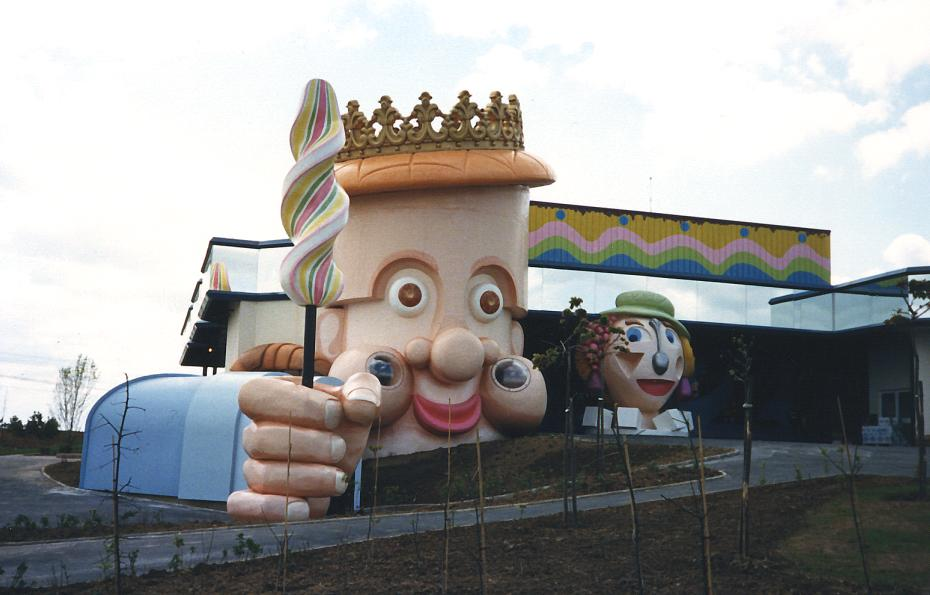
Le palais de Dame Tartine en 1987.

Appelée « domaine des enfants » pendant l'année inaugurale, la zone du paradis des comptines gourmandes a pour bâtiment principal le palais de Dame Tartine, personnage inspiré par la comptine du même nom,. Ouvert dès la première année, celui-ci abrite alors plusieurs unités. Le spectacle d'animatroniques L'Arbre lumière se joue dans un théâtre de deux cents places. Les spectateurs y accèdent en passant par la manche gigantesque de M. Gimblette, personnage de la comptine coiffé d'une galette des rois et apparaissant sur la façade. Ils y découvrent un spectacle dépeignant les quatre saisons, partiellement réalisé par la SFP. Avec la voix de René Clermont, un hibou conte la genèse du monde. Il est accompagné par d'autres animaux automates. Le spectacle fait intervenir un arbre de 450 kg constitué d'un total de dix mille fibres optiques.
Également appelé Balade des contes, la Galerie des automates est le deuxième lieu d'intérêt du palais. Il s'agit d'un walkthrough ceinturant le théâtre de L'Arbre Lumière. Des animaux animatroniques y sont déclenchés au passage des promeneurs pour chanter les contes et légendes de France. La structure du kaléidoscope géant, fabriqué par la miroiterie de Marne-la-Vallée, est la dernière animation ludique dans le palais de Dame Tartine, un exemple de l'architecture « canard ». La piscine à boules et un théâtre de cent cinquante places sont tous deux attenants au palais dès 1987.
La zone accueille également un manège Music Express dénommé Caravelles, ainsi que le Petit train des comptines. Réservée aux enfants, cette attraction de Reverchon Industries voit deux petits trains aux wagons en forme de lapins et d'éléphants évoluer dans un jardin potager aux légumes géants,. Après la fermeture de Mirapolis, le manège Caravelles déménage à Jacquou Parc dans la Dordogne où il est exploité sous le nom de Gabarots. Les galeries des jeux et réflexes se démarquent des thèmes précédents car elles se trouvent dans le quartier des robots.

### Le pays des légendes
La zone appelée « ville d'Ys » entre 1987 et 1988 est rebaptisée « pays des légendes » dès la deuxième année d'exploitation. Son attraction principale est renommée Voyage sous la mer en 1989 après avoir été nommée Ville d'Ys,. Ce parcours scénique en omnimover du constructeur Mack Rides descend jusqu'à quatorze mètres sous terre. Il dépeint Ys, la légendaire ville bretonne noyée sous les eaux, dont Dahut — tout autant princesse, sirène et sorcière — est la figure tutélaire. Les scènes sont animées par de multiples monstres aquatiques, dont une hydre à dix têtes et des invertébrés géants conçus par les designers de la SFP. La zone est aussi décorée par la table ronde du roi Arthur et le potager des fées (1987), situés sur un terrain appelé forêt de Brocéliande,. Au bord du grand lac, un chapiteau de mille places propose le spectacle d'Annie Fratellini et de son école de cirque, présentant l'histoire des clowns depuis le XVIIe siècle. En 1988, il est transformé en restaurant — baptisé Camp du Drap d'Or en référence à la rencontre homonyme — pour parer au manque de places pour se restaurer. En 1990, il est investi par des clowns et le musée des Arts forains.
Dès la deuxième année, des activités sur le thème des vikings sont mises en place. Le village viking est érigé aux abords du grand lac où est amarré un drakkar. Le palais des glaces (Galerie des glaces) complète ces ajouts. En 1990, un enclos habité par des animaux de ferme s'installe dans le village sous le nom « ferme viking ».

### La terre de l'aventure

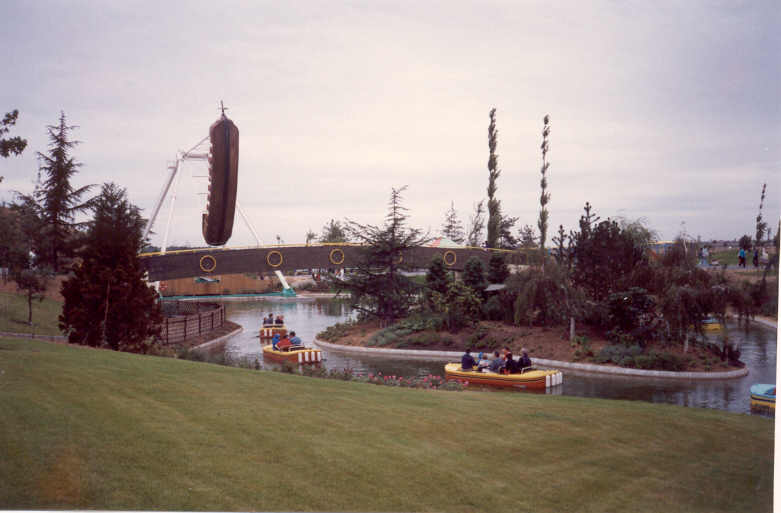
Le Bateau pirate et La Rivière des castors.

Située à l'extrême ouest de Mirapolis, la zone de la terre de l'aventure est appelée « descente des rapides » en l'année inaugurale, du nom de son attraction principale. Fabriquée par Mack Rides et sponsorisée par Fujifilm,, celle-ci consiste en un circuit de bûches de quatorze mètres de haut pouvant recevoir jusqu'à mille huit-cents passagers par heure.
La Rivière des castors est une croisière de type tow boat ride de Reverchon Industries,. À la manière du Pays des contes de fées au parc Disneyland, elle emmène ses passagers dans treize bateaux sur un plan d'eau dont les abords sont décorés de figurines de castors. Le Bateau pirate est un bateau à bascule du constructeur Huss Park Attractions apte à recevoir cinquante-quatre personnes,,. Quik Cup — également appelé La Chocolatière de Groquik — est un manège de tasses de Mack Rides pour quarante-cinq personnes. Les tasses sont parées du visage de Groquik, mascotte de l'un des partenaires du parc, Nesquik,.
Lors de la reprise de la gestion de Mirapolis par le Club Med en 1988, plusieurs attractions sont ajoutées pour remplir cette zone. Le petit bateau à bascule Bateau pirate junior, le Galion, un manège de type gravitron et le château gonflable Montagne molle en sont quelques-unes. Les Montgolfières sont une autre attraction ajoutée en 1988. Haut de neuf mètres, ce manège de type Balloon Race du constructeur Zamperla est doté de douze montgolfières à l'intérieur desquelles quatre passagers peuvent prendre place pour un débit maximal de mille deux cents personnes par heure. La même année, le champ libre de Groquik — sponsorisé par Nesquik — propose trois attractions enfantines : le Mille-pattes, le Chemin des tortues — kiddie train de Zamperla aux wagons en forme de tortues, pouvant atteindre les cinq cent vingt passagers par heure — et Mini-dragons. Cette dernière est un manège d'avions de type Mini Jet, également réalisé par Zamperla. Jusqu'à quatre cent cinquante passagers par heure peuvent prendre place dans ses douze nacelles en forme de dragons. Après la fermeture de Mirapolis, l'attraction déménage au parc Saint-Paul où elle est exploitée sous le nom de Manège dragon jusqu'en 2009 (année de sa décommission).

### Le royaume de l'illusion

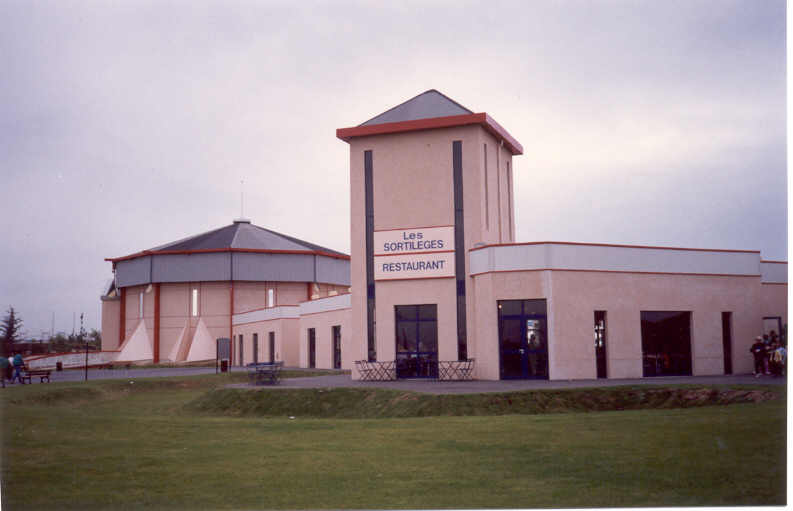
Restaurant Chez Léonardo et Tour de Léonard de Vinci au second plan.

La zone du royaume de l'illusion se nomme « château des sortilèges » avant d'être rebaptisée dès la deuxième année. Le château des sortilèges est également le nom du bâtiment principal de la zone. Il abrite un restaurant ainsi que la Tour de Léonard de Vinci,. Celle-ci consiste en un spectacle d'animatroniques mis en scène par Pascal Pinteau, qui fait le parallèle entre les innovations passées et contemporaines. La Tour de Léonard de Vinci dépeint son atelier dans lequel un tableau de François Ier s'anime pour présenter Léonard de Vinci sous forme d'animatronique,. Celui-ci est alors extrêmement perfectionné grâce à ses trois cents moteurs qui l'animent jusqu'aux sourcils. LTM imagine les animatroniques de Léonard de Vinci et du personnage futuriste Alpha,. Jean Topart double le personnage de Léonard de Vinci et Roger Carel remplit le même rôle pour les autres protagonistes. Le photographe et directeur de la photographie Jacques Renoir — également arrière-petit-fils du peintre impressionniste Auguste Renoir — participe aux effets spéciaux.
Le Dragon des sortilèges (1987), circuit de montagnes russes E-Powered du constructeur Mack Rides, est situé à l'arrière du château des sortilèges. Au nord de ce dernier, le Labyrinthe s'étend sur deux hectares. Il est inspiré du tracé directeur d'un labyrinthe du Moyen Âge. À ceci s'ajoute le Voyage en ballon en 1988. Ce vol en montgolfière n'est proposé qu'en cette année,.

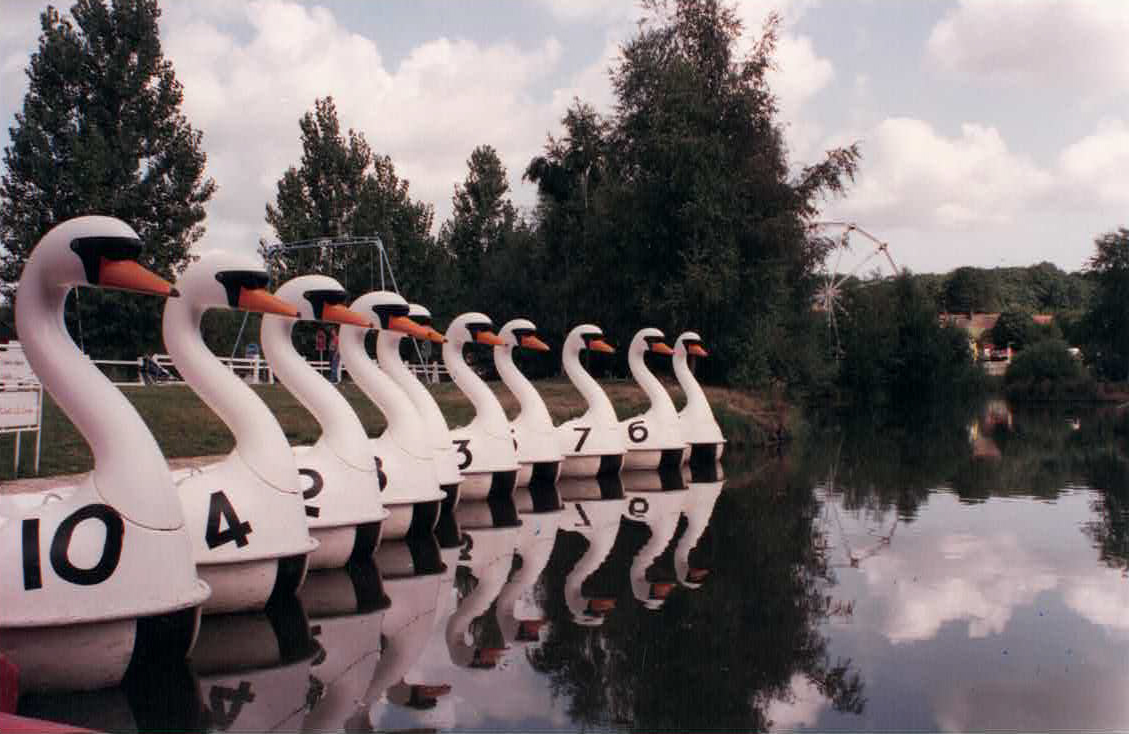
Les Cygnes blancs, dorénavant au parc Saint-Paul.

Plusieurs manèges forains s'installent dans la zone en 1989. Du constructeur Far Fabbri, Tagada est constitué d'une plateforme horizontale. Le rebord circulaire de celle-ci est une longue banquette sans barre ni ceinture de sécurité accueillant quarante personnes pour une capacité de huit cents passagers par heure. En action, la plateforme de ce manège de type Tagada se met alors à tourner et à bondir. Le Grand huit est un circuit de montagnes russes de type Galaxi, aux rails rouges et à la structure blanche, réalisé par le constructeur S.D.C.. Télé Combat Avion est un manège d'avions. L'attraction suivante est un train fantôme démontable. Avec son enseigne arborant le nom Geisterburg, il est rebaptisé train fantôme à Courdimanche.
Les Cygnes blancs sont ajoutés en 1990. Après leur utilisation à Mirapolis, ces pédalos en forme de cygne déménagent au parc Saint-Paul sous le nom de Pédalos cygnes,.

### Le domaine du Moyen Âge

Gargantua vu du sol.

Situé à l'extrême nord de Mirapolis, le domaine du Moyen Âge est appelé « le géant Gargantua » en l'année inaugurale. L'attraction majeure de la zone est Gargantua, un parcours scénique suspendu,, un exemple de l'architecture « canard ». Elle comprend également une gare du Mirapolis Express. En 1988 s'ajoute le Chapiteau de l'épée magique dans lequel est tenu un spectacle de lasers au thème médiéval. Ce spectacle migre dans la zone voisine du pays des légendes en 1989.
En 1989, le domaine du Moyen Âge voit l'installation de plusieurs attractions censément ambulantes (de ce fait sans fondations) tenues par des forains. Du constructeur Huss Park Attractions, le manège de type UFO et nommé simplement UFO peut accueillir quarante-huit passagers en position debout dans douze gondoles. Est aussi installée une grande roue d'une hauteur de quarante mètres. La Pieuvre est un manège de type pieuvre d'Anton Schwarzkopf. Un Music Express est présent sous le nom de Chenille. Buggy prend la forme d'une piste sur laquelle évolue un convoi de petites voitures pour enfants. Le dernier manège forain est Godbille, un carrousel enfantin.

### Le jardin de la Belle Époque
Situé au nord-est, le jardin de la Belle Époque se nomme « les impressionnistes » avant d'être rebaptisé dès la deuxième année. Reverchon Industries fournit deux attractions de cette zone. La première est le Ruisseau fleuri, un parcours en bateau le long d'un canal bordé de scènes animées évoquant les peintres impressionnistes. Elle est rebaptisée Rivière fleurie en 1988. La seconde — sponsorisée par les Assurances du groupe de Paris — se nomme Tacots chapeaux, un circuit de tacots portant lunettes, moustaches et couvre-chefs. Autre attraction de la zone, le Manège de chevaux de bois est un carrousel avec cinquante-quatre chevaux de bois créé par l'entreprise Merlin Bugey,,. Il est alors le seul carrousel construit en France depuis plus de quatre-vingts ans. Il migre finalement dans la zone du pays des légendes sous l'égide des forains. Un limonaire fait partie du décor du jardin de la Belle Époque.
À ceci, s'ajoutent en 1988 trois nouveautés dans un quartier qui évoluera pour devenir médiéval. Le Poney-Club des chevaliers propose un tour à dos de poney,. Les petits bateaux téléguidés naviguent dans le Port de Deauville constitué de quelques maquettes représentant la ville et le port.

### La Grand'Place
La zone de la Grand'Place est appelée « le palais des merveilles » en l'année inaugurale. Le palais des merveilles est aussi le nom d'une salle de huit cents places accueillant plusieurs spectacles,,. Y sont présentés ballets, spectacles à base d'effets spéciaux, etc. En 1987, c'est pour cette salle que René-Louis Baron crée Partir à point, un spectacle sur le thème des Fables de La Fontaine. Les costumes des personnages sont créés par Yves Brunier. Baron compose la musique et enregistre les voix en une semaine. C'est également dans cette salle que sont enregistrés les premiers épisodes du Juste Prix, entre 1987 et 1988. Dès la deuxième année, la salle est transformée en Château des visions, le seul cinéma en relief permanent de France à l'époque. Celui-ci est sponsorisé par Fujifilm. Les murs en béton du bâtiment sont alors redécorés pour imiter un château fort. Autre aménité, le théâtre de verdure est un théâtre de neuf cents places en plein air. La Navette aux mille sensations, cinéma dynamique ambulant de taille modeste, est exploitée durant la saison 1988. Enfin, c'est sur la Grand'Place que les forains installent la piste de karting du Grand Prix, en 1989.
Les premières années d'exploitation, la Grand'Place accueille par ailleurs la Grande parade,. Son cortège se compose de chars et de deux-cents personnages ou mascottes. Parmi eux, on trouve notamment les acteurs déguisés en animaux des Fables. Le chanteur et fantaisiste Carlos défile également à l'occasion de ses passages à Mirapolis,.

## Raisons avancées de l'échec
Les analystes, auteurs et journalistes avancent diverses pistes pour expliquer les difficultés rencontrées par Mirapolis tout au long de son existence. Celles-ci peuvent être dues aux concepteurs, à la gestion des opérations ou au public français. Il ressort que les développeurs et les exploitants avaient une compréhension inadéquate du concept de parc à thèmes, ce qui a entraîné de nombreux problèmes. Les raisons les plus souvent citées sont les suivantes.

### Conception

#### Manque d'expérience des concepteurs

La spirale d'or basée sur la suite de Fibonacci représente le nombre d'or, cher à l'architecte Anne Fourcade.

Mirapolis a directement souffert du manque d'expérience de son équipe créative dans la conception de parcs à thèmes,. Hormis les constructeurs des attractions — Reverchon, Mack, Huss — les équipes de Mirapolis découvrent tout juste l'univers des parcs d'attractions. Au sein du projet, la SFP travaille pour la première fois à la réalisation de décors d'une durée de vie supérieure à celle d'une prise de vue. Dans le même ordre d'idées, les studios de la Victorine contribuent à certains effets spéciaux, tout comme la SFP. Dans les plaquettes promotionnelles, Fourcade est présentée comme la collaboratrice de Roland Barthes, sémiologue et théoricien de la littérature. Elle s'applique — telle Luca Pacioli et Léonard de Vinci — à introduire le nombre d'or dans ses créations. Revenue des États-Unis, elle imagine un parc estampillé français et suivant les normes américaines. Elle s'entoure d'une équipe composée principalement d'Annic Janvier, Gilbert Thomann, Rul Barreto et Madeleine Onen. Michel Van Zingel travaille un temps pour le parc en tant que directeur technique, mais quitte rapidement Mirapolis pour devenir chef de projet lors de la conception du parc de la Toison d'or. Les parcs d'Astérix et des Schtroumpfs sont imaginés par des Français qui se font seconder par des concepteurs, designers et cabinet d'architectes américains expérimentés,. Composée de groupes peu familiers avec les parcs à thèmes, l'équipe de Mirapolis ne consulte aucun professionnel américain. Un membre de l'équipe de management ayant été actif durant cette période admettra que « c'était un projet risqué, voire un mauvais produit ».

#### Gestion

Logo du Logo Club Med de 1985 à 1989.

Les remaniements d'équipe suivent les restructurations. La première équipe de gestion — peu ou prou celle qui a conçu Mirapolis — traverse une première année assez rude, tout en y acquérant de l'expérience. Les résultats d'exploitation sont en deçà des attentes. Les investisseurs — craignant à juste titre la faillite — la remplacent par un groupe de managers du Club Med, une équipe inexpérimentée dans le domaine des parcs à thèmes.
Ce manque de continuité dans la gestion pose problème. L'espoir résidait dans leur expérience de l'accueil, de l'animation et de l'hôtellerie. Les résultats de la deuxième année ne sont pas suffisants. S'ensuit un nouveau remplacement — avec des raisons, causes et conséquences similaires — par un groupement de forains,. L'action de ces intervenants s'avère ne pas être à la hauteur. Rétroactivement, la gestion globale du parc est critiquée.

#### Des références culturelles peu connues

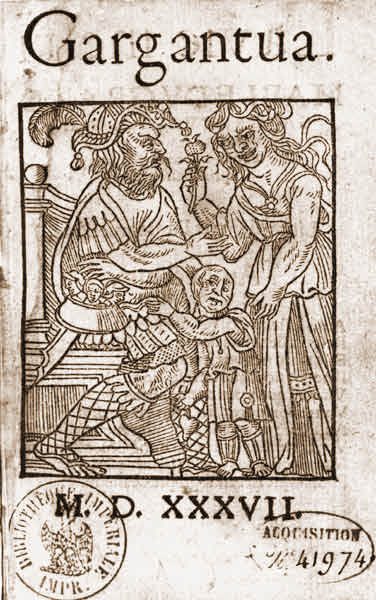
Rabelais, Gargantua (Lyon : Denis de Harsy, édition 1537).

Mirapolis est développé autour d'un thème jugé mal à propos ou inefficace,. Bien que les fables et grands romans de France apparaissent comme un champ empli d'imaginaire, leur dédier un parc est une fausse bonne idée pour le Washington Post. Ces thèmes ne sont pas suffisamment connus, voire définis,,,. L'Obs souligne que « Mirapolis a déçu. Il n'y avait pas d'ambiance, pas de mystère, les trucages étaient mal ficelés ». Bernard Wargnier, directeur de l'urbanisme à l'EPA, déclare que « la mayonnaise n'a jamais pris, les visiteurs n'étaient pas assez dépaysés ». C'est une épine dans le pied des gérants successifs, qui s'efforcent à redélimiter ce champ thématique en le rendant plus accessible et en l'ouvrant aux plaisirs en famille,,,. À titre d'exemple, une journaliste couvrant l'ouverture du parc s'adresse à un enfant en faisant référence plusieurs fois à Gargantua en le nommant, mais constate que l'enfant ne saisit pas son propos : il le désigne à chaque fois comme « le géant ». Il est à préciser que le roman date de 1534 et que le personnage apparaît en 1532 dans la précédente œuvre de Rabelais Pantagruel : dans les années 1980-1990, Rabelais et ses écrits ne sont plus assez connus. Le Los Angeles Times le qualifie de « géant en surpoids » [« overweight giant »]. Le directeur est déjà interrogé sur l'attrait touristique de Gargantua deux mois après l'inauguration. De même, la popularité de la légende bretonne d'Ys auprès du public francilien est remise en question, quand le scénario de l'attraction Ville d'Ys — qualifiée de « glauque » par le journaliste Henri-Paul Kern — est entièrement fondé sur cette légende. L'attraction est conséquemment renommée Voyage sous la mer en 1989 dans le but d'être plus compréhensible pour le badaud,.

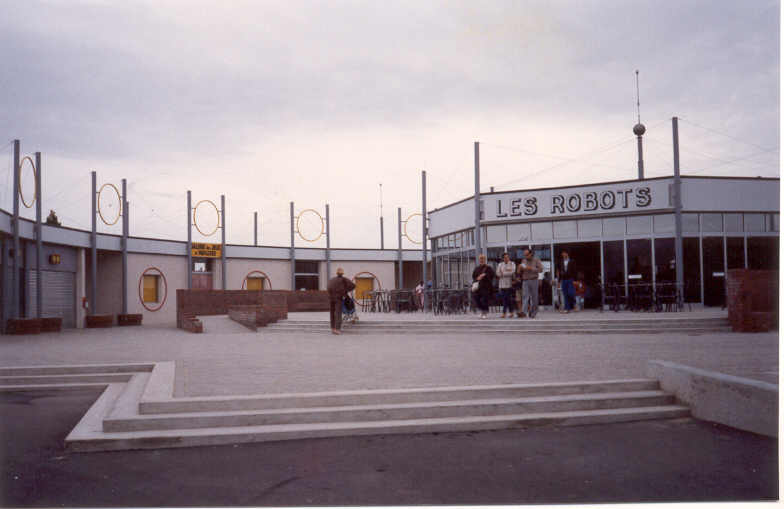
Restaurant et boutiques de la Cité des robots, voisins de Dame Tartine et de ses bonbons.

Certaines zones étaient subdivisées en quartiers qui ne présentaient pas de point commun, brisant la continuité et l'intégrité thématique de la zone. Le journaliste Henri de Maistre confond le sujet d'une attraction en écrivant par erreur « Dame Nature mitonne en secret bonbons […] » alors qu'il s'agit de Dame Tartine, personnage lui étant apparemment peu connu de la comptine Il était une dame Tartine,. Ce personnage est de plus parfois source de confusion avec celui de la grand-mère Tartine Mariol, plus connue en France sous le nom de Tartine,. Les lecteurs de Rabelais — dont Gargantua est l'une des œuvres — représentent 5 % des Français. Les thèmes considérés élitistes reçoivent un accueil mitigé du public, sont difficiles à promouvoir d'un point de vue marketing et ont un potentiel limité de revisites. Le principe intrinsèque d'un parc à thèmes est qu'il offre une journée de plaisir familial. Mirapolis emploie une mise en scène et un thème intellectuel. Les dirigeants croient que le public est attiré par la culture française, source de fierté selon ces derniers. Ils constatent leur erreur grâce aux sondages auprès des clients, qui sont en fait majoritairement à la recherche d'attractions à sensations. Les thèmes sérieux ou intellectuels ont du mal à produire l'expérience émotionnelle nécessaire pour s'imposer dans ce marché familial. Certains observateurs concluent donc que le thème aurait dû être mieux choisi,.

### Aspects économiques

#### Un parc surdimensionné
Mirapolis est considéré comme mal conçu et surdimensionné. En 1986, L'Expansion consulte Franck Bauer — présenté comme l'architecte qui s'est le plus intéressé au phénomène du boum des parcs français — et rapporte qu'il est nécessaire que la surface d'un parc dans sa première phase ne dépasse pas vingt-cinq, voire vingt-huit hectares, ajoutant que les visiteurs n'aiment pas marcher. Selon Economic Research Associates, Mirapolis comportait plusieurs défauts de conception graves, dont un nombre limité d'attractions réparties dans un parc trop étendu,,,, ce qui les rendaient trop espacées,,,.
À l'ouverture, quatorze attractions mécaniques se déploient sur tout le site. Elles côtoient six autres attractions. Autoproclamé « premier grand parc de loisirs français » ou « premier grand parc d'attractions français »,, ce nombre est faible alors que le parc se classe premier selon les dirigeants. En fin de saison 1987, les clients sont demandeurs de nouvelles attractions selon une enquête. L'unique circuit de montagnes russes Dragon des Sortilèges, dont les mensurations ordinaires ne peuvent rivaliser avec celles de certains autres parcours français des années 1980, en est une illustration,. Selon Marc Tombez, directeur lors de la seconde et troisième saison, les créateurs « ont fait preuve d'un excès d'optimisme arrogant ». D'ailleurs, ces derniers imaginaient que Mirapolis serait le premier d'une chaîne de parcs, tel à Reims.

#### Investissement

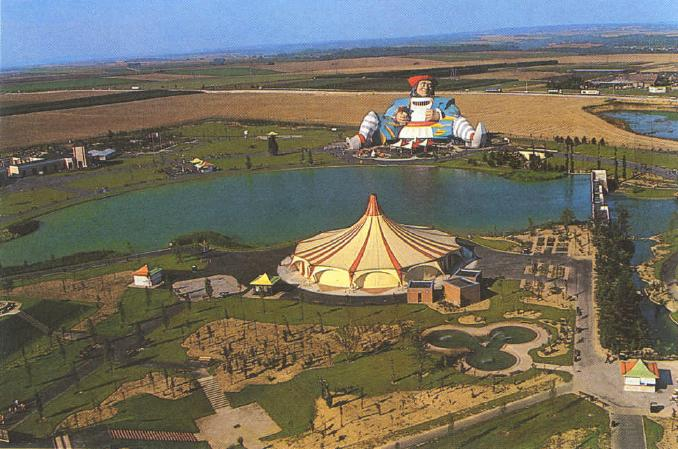
Le parc vu du ciel en 1987.

Avec un budget trop serré, certaines façades sont camouflées en étant décorées sommairement avant l'ouverture au public. « Nous l'avons construit […] trop vite » selon le directeur général Guy de Boisgrollier. Les journalistes ne sont d'ailleurs pas autorisés par la société de gestion du parc à visiter les lieux en avant-première pour couvrir l'événement avant l'inauguration. Avec une végétation clairsemée et perfectible, un budget supérieur aurait dû être consacré à l'aménagement paysager. Vingt-quatre mille arbres ont été plantés. Gilles Smadja — journaliste à L'Humanité entre autres — décrit Mirapolis comme un « no man's land balayé par le vent ». Le lieu d'implantation choisi est traversé par des lignes à haute tension,.
Les parcs aux normes américaines sur lesquels se basent les concepteurs ont 70 % de coûts « durs » pour 30 % de coûts « doux ». Les modifications de conception et de contenu augmentent les coûts au sein de l'investissement nécessaire, cela conduit à des coûts « doux » plus élevés. Le financement nécessaire est passé de 400 à 500 millions de francs. Trois projets sont conçus et sont écartés avant la construction : un delphinarium de mille deux cents places dans la zone La Ville d'Ys, un monorail qui contournait le lac et traversait Gargantua et une neuvième zone baptisée le Voyage dans le futur où sera érigé en 1988 Miralooping,. Le capital des fonds propres n'atteint que 40 % des 500 millions de francs du financement. Les gestionnaires doivent supporter un endettement très lourd à cause d'insuffisance de fonds propres. Ceci entraîne un retard de la rentabilisation. Pour garder une certaine attractivité, il est nécessaire d'investir dans des nouveautés lors des nouvelles saisons. En 1986, L'Expansion précise qu'il ne faut pas accorder trop de concessions aux entreprises extérieures dans les restaurants ou magasins des parcs sous peine de mettre à mal leur viabilité. Ces deux domaines — rapportant le plus — avantagent les entreprises extérieures lorsqu'il y a concession. À Courdimanche, la restauration est déléguée à la Compagnie des wagons-lits et les boutiques sont déléguées à Hachette. Les souvenirs et produits dérivés sont très nombreux. Le domaine de la restauration est récupéré par Mirapolis pour la saison 1990.

#### Surestimation
Dans les premiers communiqués de presse, il est prévu que si les projections se réalisent, Mirapolis voit sa taille doublée en 1990. À Mirapolis, le taux différentiel entre le public attendu lors de l'année inaugurale et le nombre d'entrées effectives est le plus mauvais des quatre grands projets contemporains que sont Astérix, Zygofolis, Big Bang Schtroumpf et le parc de Courdimanche,.
Les clients restent moins longtemps et dépensent moins que les études projetaient,,. Fin juillet 1987, le directeur de la première saison infirme alors le constat que les touristes dépensent peu Il n'est pas nécessaire d'étaler une saison sur deux cents jours d'ouverture, les coûts d'exploitation grimpent dans ce cas. À titre de comparaison, les parcs français — hormis Disney qui ouvre à l'année — proposent de 80 à 150 jours par an en 2008. Mirapolis est l'un des nombreux exemples de l'époque qui surévaluent leur fréquentation, comme Planète magique, le parc océanique Cousteau et Zygofolis. Des études sont réalisées pour avaliser les prévisions irréalistes lors de l'élaboration de Mirapolis. Jean Audouin du Moniteur écrit que les chiffres sont « ingénument gonflés » pour rassurer et influencer les banques dans leurs investissements. L'engouement du début est suivi par un désenchantement certain.

#### Tarifs estimés onéreux
Il est rapporté que les droits d'entrée sont trop coûteux,,,,. « Les tarifs pratiqués […] ont joué un rôle dissuasif, amplifié à l'occasion par les médias » selon Émile Flament. Des tarifs abordables convainquent les clients d'assouvir la curiosité engendrée par un produits neuf. La dégradation de la conjoncture entraîne des restrictions dans le domaine des loisirs pour les familles censées se rendre dans les parcs. Les investissements justifiaient des prix élevés,.
L'offre en attractions n'est pas suffisante aux yeux du public pour le prix demandé en caisses. Les formules tarifaires sont d'ailleurs régulièrement ajustées. Le prix d'entrée diminue pour la deuxième saison avant de monter à nouveau pour la saison 1989 et de subir une légère diminution pour la saison suivante,. Ils ne sont pas modifiés pour la dernière saison en 1991. Les parcs européens rencontrant le succès affichent alors des prix plus bas que les exemples français de Mirapolis et consorts.

### Un parc mal adapté à son public

#### Disparité entre le public français et le marché émergent des parcs
La population française n'est alors pas habituée au concept des grands parcs à thèmes,,. Les marchés allemands, britanniques et néerlandais y sont habitués depuis des années et en sont de bons consommateurs. L'année 1987 voit 2,5 millions de Français fréquenter leurs parcs de loisirs lorsque le pays recense près de 56 millions d'habitants en Métropole. À titre d'exemple, les Belges sont la même année 3,5 millions à se rendre dans leurs parcs d'attractions pour une population totale de près de 10 millions au 1er janvier 1988,,. Quant aux parcs à thèmes français, ils sont 1,15 million à les fréquenter alors que 4,2 millions étaient attendus en cette année. Les Français sont alors plus coutumiers des foires et des ducasses. Le public n'est donc pas forcément en territoire conquis lorsqu'il est question de payer un droit d'entrée sans même avoir vu ce que le parc propose. De prime abord, la somme semble exagérée alors qu'elle comprend une journée de divertissement. Il en est de même quand il lui est interdit d'apporter un pique-nique. Les entrepreneurs s'intéressent au marché des parcs d'attractions après l'annonce d'un parc Disney en Europe. Ce comportement action-réaction n'a rien à voir avec une évolution lente des idées. La clientèle française n'est pas en demande d'un tel produit. Le public se voit proposer un trop plein d'offres en comparaison avec ses attentes d'alors. La France est marquée par un engouement et divers projets de construction de parcs. Guy de Boisgrollier déclare en 1987 « Nous devions être les premiers car il y avait plusieurs parcs dont on parlait et nous pensions que les banques et les investisseurs attendraient les résultats de la première saison du premier parc ». Ces propos sont appuyés par le marionnettiste Pascal Gilbert — créatif pour Mirapolis — qui rapporte en 2006 que « l'impératif majeur [de la famille Fourcade] était d'ouvrir avant les projets de Disney et Astérix, pour être le premier parc français ». À Courdimanche, les dirigeants s'imaginaient avoir fidélisé la clientèle avant l'ouverture d'Euro Disneyland. À Los Angeles, à Orlando et au Japon, la demande du public pour des produits de type parcs à thèmes a suivi l'ouverture des parcs Disney. Vouloir être le premier,, vouloir anticiper la demande est périlleux. L'ouverture d'Euro Disneyland affecte le comportement des Européens qui s'intéressent aux parcs à thèmes après l'ouverture du parc américain. En effet, le nombre de touristes dans les parcs de France est passé de 4 à 34 millions de 1982 à 1997. De 1991 à 1997, les cinq parcs importants de France que sont Disneyland Paris, le Futuroscope, le parc Astérix, le parc Bagatelle et France Miniature voient leur fréquentation multipliée par six.
En 1985 et 1986 lorsque ces projets sont encore sur la table de dessin, les statistiques et les études sont catégoriques : le marché français a un grand potentiel pour les parcs de loisirs en gestation. Avant l'ouverture de ces derniers, les organismes français que sont la Datar, l'Insee et le Bipe sont unanimes,. La supposition des dirigeants que les Franciliens soient consommateurs de fast food tels les Américains illustre la vision inadaptée du marché,,. Marc Tombez observe une autre disparité : « les Français déjeunent tous à 12 h 30. ». Ceci entraîne la cohue lors des repas. La fréquentation dominicale est significativement plus élevée que prévu. Lors de son deuxième exercice, Mirapolis est de ce fait doté du double de sièges pour se restaurer et adapte ses tarifs en instaurant un ticket dimanche plus cher,. Selon l'analyse d'Economic Research Associates, le choix de Gargantua — grand consommateur de vin et amateur de bonne chère — comme mascotte n'est pas judicieux pour cibler un marché parisien soucieux de sa santé. Marc Tombez déclare qu'ils doivent oublier Gargantua, connu uniquement pour trop manger et trop boire.

#### Marketing

Logo du parc apparaissant sur les produits dérivés. Les visages personnifient l'étonnement, la joie et l'émerveillement.

La campagne marketing n'est pas adaptée au public cible. Les investissements dans la publicité et dans la communication sont insuffisants. Le marketing est un élément vital pour les parcs américains, ce secteur est faiblement financé lorsque l'on compare les dépenses des parcs d'attractions européens. Pour créer la demande, le budget aurait dû être bien plus élevé, surtout lorsqu'il s'agit d'un marché émergent.
Pour réaliser une campagne marketing efficace, plusieurs aspects doivent être réunis. Dans un même temps, il faut créer des promotions, des événements spéciaux, une campagne de publicité dirigée et ciblée et des stratégies de ventes pour les groupes. Les groupes sont une cible fructueuse pour les parcs. Mirapolis a vendu peu de forfaits à cette clientèle. En 1990, ils représentent 10 % du public. Aux États-Unis, cette clientèle représente entre 35 et 50 % des parcs aux normes américaines. Pour l'ouverture d'Euro Disneyland en 1992, les équipes marketing sensibilisent au marketing ses concurrents du vieux continent. De même, ils établissent et définissent les normes lorsqu'il est question d'estimer la valeur du divertissement, sous-estimée jusqu'alors par les Européens.

#### Mauvaise image
Selon la direction, la médiatisation du parc Disney établit la notion de parc d'attractions dans l'esprit des Français. Les références à la mentalité et aux parcs américains évoquées dans la presse sont difficilement apprivoisables par la population française. Cette dernière n'est pas encore habituée aux parcs de grande envergure. De plus, une tranche des Français montre franchement son opposition envers le parc, telle l'Association des amis du Vexin qui préfère promouvoir l'abbaye de Maubuisson.

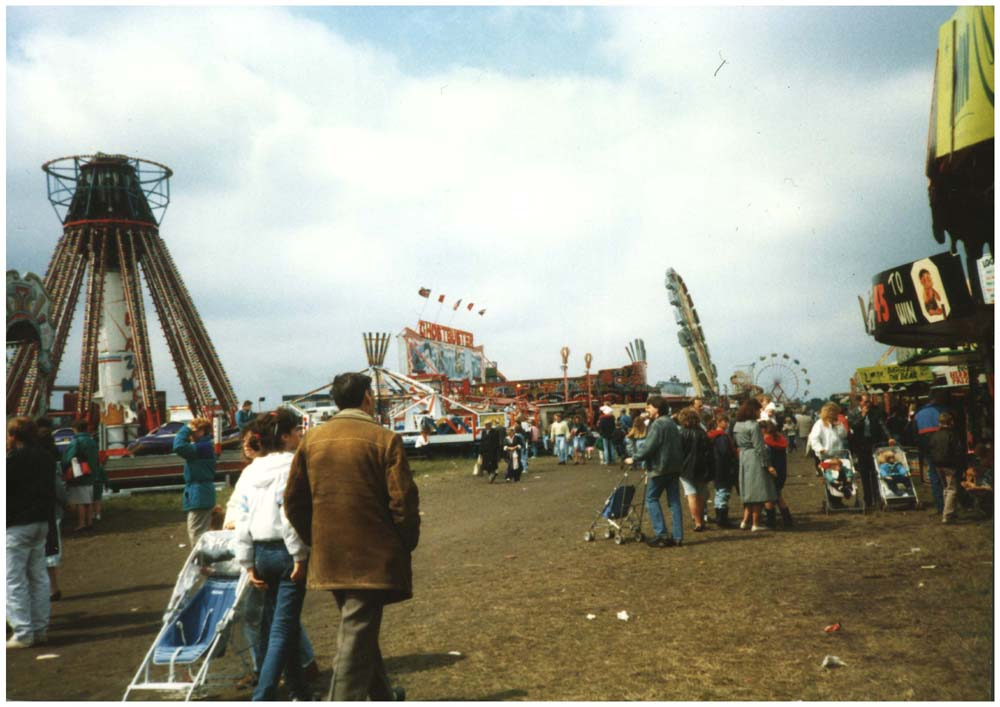
Un champ de foire en 1986.

Craignant de voir leur clientèle se détourner de leurs manèges et n'acceptant pas la construction des parcs de loisirs aux attractions plus attirantes, entre cent cinquante et deux cents forains saccagent Mirapolis lors de son inauguration, s'en prennent au service de sécurité et aux policiers appelés en renfort. Certains en ressortent blessés,. Les contestations, échauffourées et révoltes des forains menées à l'ouverture nourrissent la rubrique des faits divers qui alimentent un bouche-à-oreille néfaste. De plus, certains journalistes connotent Mirapolis d'une image négative,. D'aucuns ne présentent qu'un appât du gain exacerbé et se montrent de plus critiques vis-à-vis de la compréhension des thèmes de Mirapolis, notamment par les enfants.